# Прибалтика

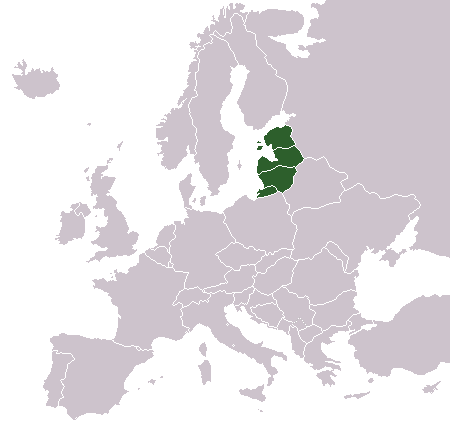
Современная Прибалтика. С юга на север: Калининградская область РФ, Литва, Латвия, Эстония

Приба́лтика (латыш. Baltija, лит. Baltijos šalys, исторически также лит. Pabaltijys, эст. Baltimaad) — регион в Северной Европе, включающий современные Литву, Латвию, Эстонию [в совокупности называемые страны Балтии, балтийские страны или прибалтийские страны (государства)], а также Калининградскую область России (часть бывшей Восточной Пруссии). На западе соприкасается с Балтийским Поморьем.
Историческое название трёх прибалтийских губерний Российской империи (Лифляндской, Курляндской и Эстляндской) — Прибалтийский (или Остзе́йский) край. В дальнейшем (до Второй мировой войны) под прибалтийскими странами обычно подразумевали Эстонию, Латвию и Литву, реже Финляндию.

## Этимология и история термина
Слово «Прибалтика» (ср.: Приамурье, Причерноморье и т. п.) является производным от гидронима Балтика в значении Балтийское море.
В русский язык название Балтийское море пришло сравнительно недавно, причём ему предшествовало название, бывшее в обиходе почти 200 лет, — Остзейское море.
Германские народы, заселившие Западную и Северную Европу, по признаку относительного местоположения называли море Восточным: нем. Ostsee, дат. Østersøen, нидерл. Oostzee, швед. Östersjön. Восточные славяне называли это море Варяжским, по имени посредников, «монополизировавших» выход к его берегам и торговлю на нём. Позже варяги «персонифицировались» в русской истории как свеи, и море стали называть Свейским.
При Петре I в результате победы над Швецией в Северной войне в Прибалтике утвердилась Россия, и море перестало быть для русских чужим, Варяжским или Свейским, но вместе с тем географически оно не было «Восточным» (Ostsee). В итоге имя, взятое с «немецких» карт, не перевели, а транслитерировали. Производные от «остзейский» (Остзейское право, остзейское дворянство и т. п.) пополнили ряд иноязычных заимствований, модных в петровскую эпоху.
Общим названием созданных в 1713 году в Прибалтике губерний России — Рижской и Ревельской (с 1796 года — Курляндской, Лифляндской и Эстляндской) — было «остзейские губернии».
Немецкими остзейские губернии были до середины XIX века не только по названию, но и по языку. Немецкий язык с орденских времён стал здесь официальным. После Реформации он стал богослужебным; на нём велось делопроизводство, его преподавали во всех школах и т. д. С 1841 года началось отмечаемое в остзейских губерниях «движение населения к православию», подразумевающее в том числе и освоение русского. Начав «разнемечивание» Прибалтики, Российская империя стала переводить делопроизводство и другие сферы деятельности на русский язык.
Во второй половине XIX века немецкие названия некоторых населённых пунктов остзейских губерний заменили на русские: Дерпт стал именоваться как Юрьев, Динамюнде как Усть-Двинск и др. Тогда же распространилось новое общее название этих губерний: прибалтийские губернии или, собирательно, Прибалтийский край (ср. Приамурский край, Привислинский край и т. п.).
В годы Первой мировой войны часть Прибалтики оккупировала Германия. Созданное ею после Февральской революции 1917 года марионеточное Балтийское герцогство было одним из немногих (наряду с Финляндией и Литвой) примеров реставрации монархического строя на территории бывшей Российской империи. В дальнейшем на неоккупированных территориях Прибалтики стали провозглашаться советские республики и независимые национальные государства. По окончании войны лимитрофы (как стали называть государства, образованные на территориях Российской империи) составили своего рода «санитарный кордон» между Западом и Советской Россией. Хотя в строгом понимании к лимитрофам относилась и Финляндия, на практике же термин претендовал на замену понятия «Прибалтика» как трёх новых прибалтийских стран. Термин «лимитрофы» употреблялся и в советской художественной литературе. Однако политическая подоплёка его существования продолжалась недолго, и после включения прибалтийских республик в состав СССР о слове «лимитроф» помнили только историки.
В контексте районирования Союза ССР получило широкое применение сохранившееся с дореволюционных времён прилагательное «прибалтийский»: Прибалтийский экономический район, Прибалтийский военный округ, Прибалтийская железная дорога. В административно-территориальном делении Прибалтика включала Литовскую ССР, Латвийскую ССР и Эстонскую ССР, а также Калининградскую область РСФСР.
В 1990-е годы в русский язык пришёл термин «Балтия». Ряд исследователей и публицистов полагает, что использование названия «Балтия» (латыш. Baltija), «страны Балтии» (эст. Baltimaad) является в настоящее время предпочтительным по отношению к термину «Прибалтика».

## География

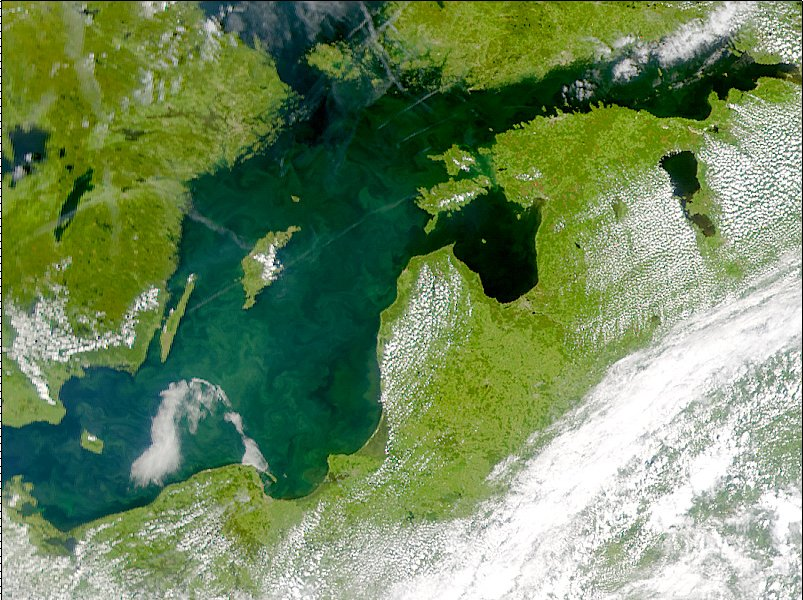
Развитие фитопланктона летом в Балтийском море

### Физико-географический очерк
Прибалтика расположена в западной части Восточно-Европейской (Русской) равнины. С северо-запада и севера она омывается Балтийским морем (Калининградский, Куршский, Рижский и Финский заливы). На востоке к ней примыкает Валдайская возвышенность, на юго-востоке и юге — Полесская низменность, на западе — Среднеевропейская равнина.
Часовой пояс территорий Прибалтики, за исключением Калининградской области, — восточноевропейское время (UTC+2, в летний период — UTC+3). Время в Калининградской области — UTC+2 круглогодично.

#### Береговая линия
На юго-восточном берегу Балтики по ходу от бывшей Восточной Пруссии в направлении устья реки Нарвы на прибалтийском побережье выделяются крупнейшие элементы: Самбийский полуостров, с отходящими от него Вислинской и Куршской косами, Курляндский (Курземский) полуостров, Рижский залив, Нарвский залив и Кургальский полуостров, за которым открывается вход в Финский залив.
В районе Самбийского полуострова при подходе к морю возвышенности обрываются высокими, крутыми обрывами — клифами. Высота клифов достигает 55—60 метров (мыс Таран). В их подошве вскрываются кайнозойские, главным образом позднепалеогеновые и неогеновые песчаники, пески и глины. С этими доледниковыми морскими отложениями связаны главные месторождения прибалтийского янтаря. Подножия клиффов часто обрамлены обширными песчаными пляжами, поверхность которых обычно покрыта эоловыми дюнами в сложном сочетании c волнением прибрежной ряби. К северо-востоку на Калининградский залив открывается Полесская низменность, бо́льшая часть территории которой расположена на несколько метров ниже уровня моря. На таких участках береговая линия защищена от возможных наводнений дамбами. Сами заливы мелководные (глубина не более 3,7 метра).
Уникальный природный объект южной Прибалтики — Куршская коса. Является самой крупной косой на Балтийском море. Общая её протяжённость — 97—98 км, ширина — от 400 м (в районе посёлка Лесное) до 3,8 км (в районе мыса Бульвикио, чуть севернее Ниды). По размерам: общий объём песка более 6 млрд м³ или 6 кубических километров) её песчаные дюны высотой до 64—68 м (дюна Эфа) — третьи в мире, после дюн Вьетнама и Франции (Дюна в Пиле — 97 м).
Протяжённость литовского побережья Балтики после повторного присоединения в 1945 году бывшего Мемельского края достигла 97 км. Оно представляет собой наклонённую к морю низменность, шириной 15—20 км и высотой до 50 м, для которой характерны невысокие пологие холмы, а у берега моря — дюны. Берег Нижненеманской низменности — дельтовой равнины в низовьях Немана — заболочен.
Береговая линия Латвии (около 500 км) изрезана слабо; исключение — глубокий внутренний изгиб Рижского залива, закрытого от открытого моря Курземским полуостровом и островами Моонзундского архипелага. Берега здесь также по преимуществу низменные с песчаными пляжами и дюнами; ширина прибрежной низменности — 2—3, местами до 50 км.
Эстония — самое «многоостровное» (1521 остров общей площадью 4,2 тыс.км², или 9,2 % её площади) государство Прибалтики с самой длинной береговой линией (3794 км только для континентальной части). На западе, со стороны Латвии берег низменный; далее к северо-западу сильно изрезан заливами и бухтами (Пярнуский залив, Таллинская бухта, заливы Хара, Колга, Лахепере, Матсалу и др.). Северные берега Эстонии часто круто обрываются в виде уступа — глинта.
Крупнейший внеконтинентальный элемент Прибалтики — Моонзундский, или Западно-Эстонский архипелаг — также принадлежит Эстонии. Это более 500 островов общей площадью 4 тыс. км² (крупнейшие — Сааремаа, Хийумаа, Муху, Вормси и Кихну), омываемых с юга — Рижским, с северо-востока — Финским заливами. Острова сложены главным образом известняками; местами их перекрывают моренные отложения. По сильно изрезанным берегам простираются песчаные дюны, поверхность самих островов по большей части низменная, равнинная; максимальная высота — 54 м.

#### Рельеф

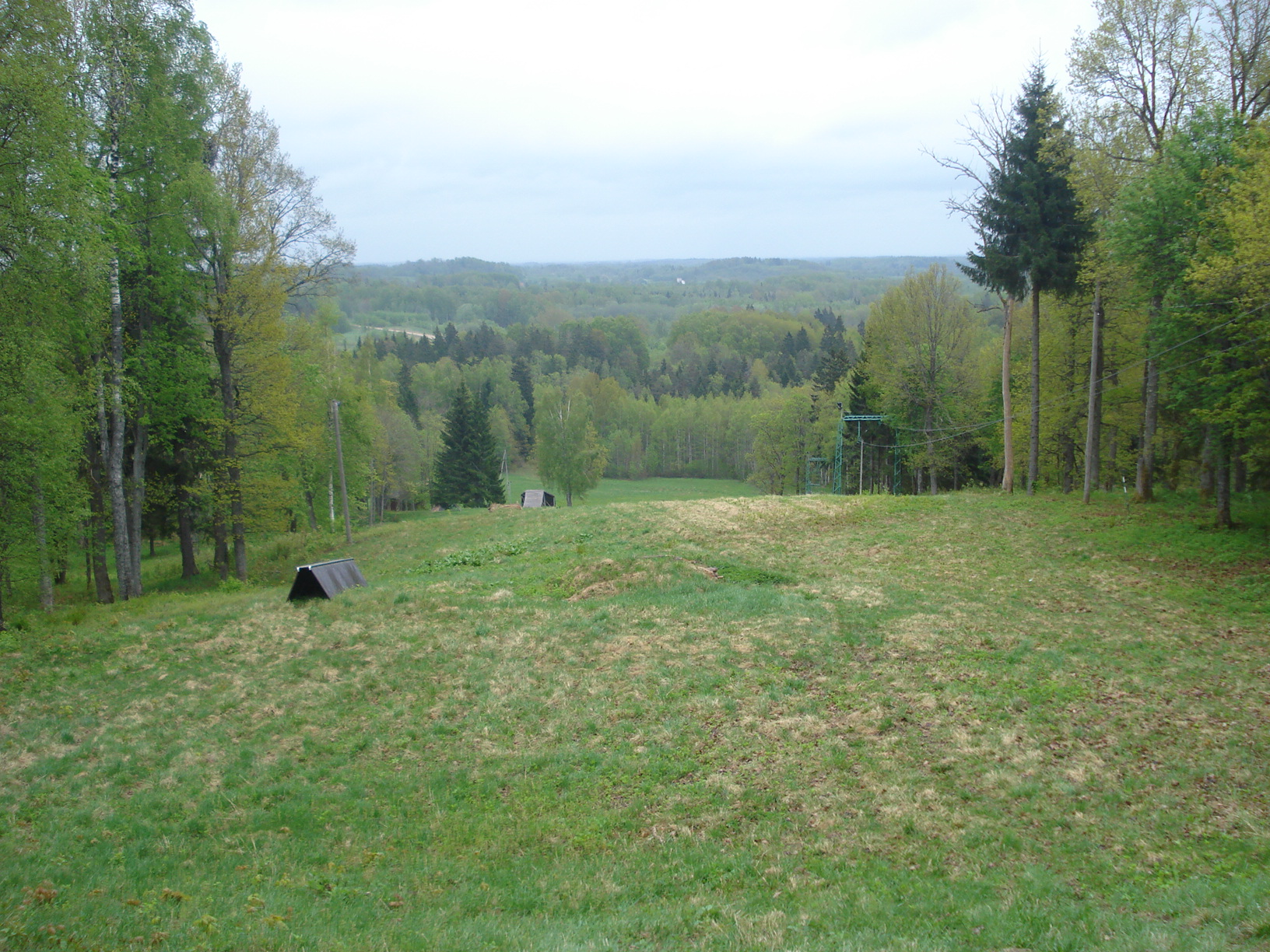
Гайзинькалнс (Gaiziņkalns) — самый высокий холм Латвии. Высота над уровнем моря — 311,6 м

Территория Прибалтики располагается на крайнем северо-западе Русской равнины и представляет собой поверхность выравнивания, осложнённую холмисто-западинным и холмисто-грядовым рельефом преимущественно ледниково-аккумулятивного (морены) и водно-ледникового происхождения (зандры, озы, камы, друмлины), между которыми залегают плоские поверхности плейстоценовых приледниковых озёр различного генезиса, сложенные, в основном, ленточными глинами. Большинство этих озёрных равнин занято современными живописными водоёмами.
Основной водораздел между бассейнами Чёрного и Балтийского морей проходит по линии водораздела Белорусской гряды, пересекающей Беларусь от Беловежской пущи до Орши. Однако севернее, параллельно этой гряде, приблизительно от Вильнюса до Даугавпилса, простирается Балтийская гряда (257 м). Обе гряды между Минском и Вильнюсом соединяются Ошмянской грядой (320 м). Кроме этого, в различных частях региона также возвышаются относительно изолированные гряды: Жемайтская (228 м), Курземская (182 м), Латгальская (289 м), Ханья (317 м), Сакала (118 м) и другие. Все эти гряды и возвышенности имеют ледниковое, или ледниково-обусловленное происхождение. Севернее и западнее балтийской гряды лежат отдельные участки Прибалтийской низменности: Средне-Литовская, Жемайтская, Приморская и другие.
В тектоническом отношении Прибалтика является частью Восточно-Европейской платформы. Докембрийское основание перекрыто чехлом более поздних осадочных пород. В Северной Эстонии и на эстонских островах Балтики из коренных горных пород наиболее распространены известняки, доломиты и мергели ордовикского и силурийского периодов, образующих западный выступ Ордовикского плато. Эти породы обнажаются в северной части территории глинтом, ниже которого на морском побережье выходят ещё более древние породы — кембрийские глины и песчаники.
Крайняя северо-западная часть отдельных участков территории Прибалтики представляет собой неровную моренную равнину с выступами отпрепарированных ледниками скальных пород неглубоко залегающей периферии Балтийского кристаллического щита, который, по некоторым данным, мог представлять собой один из центров четвертичного оледенения.
Мощные покровные ледники, выдвигавшиеся в плейстоцене из Скандинавии и неоднократно перекрывавшие весь север Русской равнины, были главным фактором, сформировавшим современный облик рельефа Прибалтики. По различным данным, территория испытала от трёх до четырёх ледниковых эпох. Последняя из них — позднеплейстоценовое Валдайское оледенение (с максимумом около 24—18 тыс. лет до н. э.), оставила наиболее свежие геолого-геоморфологически следы: холмистые гряды Балтийской возвышенности с примыкающей частью Поозерья (озёра Чудское, Псковское озеро, Ильмень) и рыхлые валунно-гравийно-галечниковые ледниковые фации, заполненные песками и супесями.

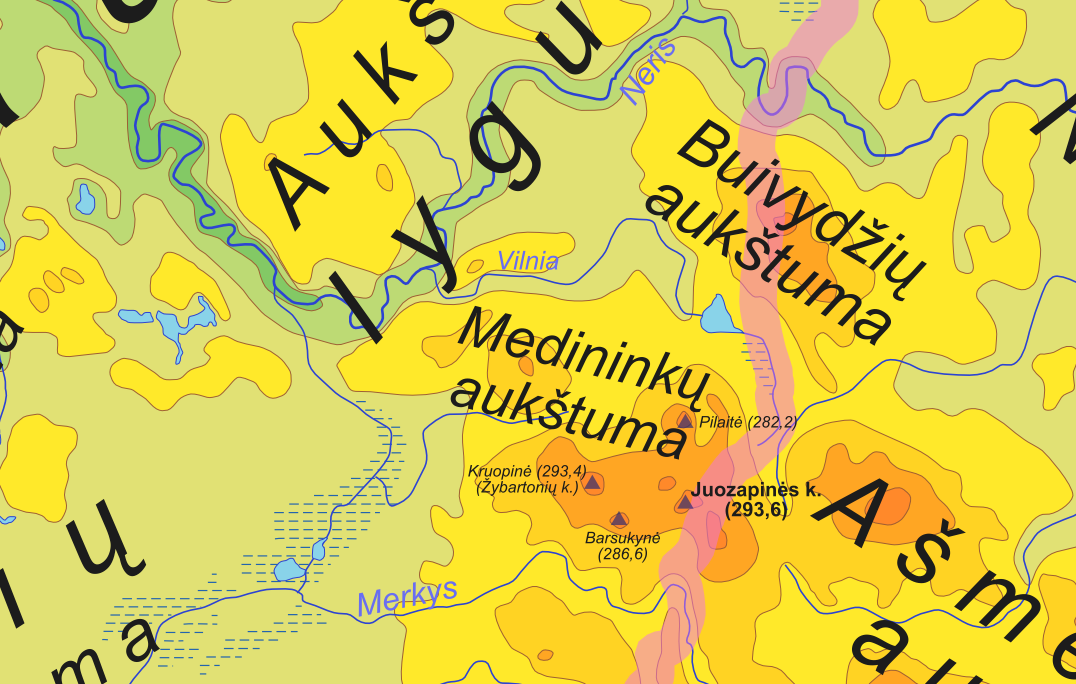
Схема рельефа Литвы на границе с Беларусью

В целом территория Прибалтики пережила очень сложную геологическую историю, которая в четвертичное время сопровождалась крупными ледниковыми экспансиями, изменениями уровня и размеров Балтийского моря (вплоть до его полной изоляции от Мирового океана), тектоническими движениями и кардинальными изменениями органического мира.

#### Водные ресурсы
Контуры Прибалтики как региона практически совпадают с очертаниями прибалтийского артезианского бассейна. Этот гидрогеологический бассейн, расположенный в северо-западной части Восточно-Европейской платформы, охватывает территории Эстонии, Латвии, Литвы, северо-западную части Беларуси, Калининградскую и часть Псковской области, а также северо-восточную часть Польши. «Опираясь» на южный склон Балтийского щита, Балтийскую синеклизу и Белорусскую антеклизу, с поверхности этот артезианский бассейн представляет собой зандровые и озёрно-ледниковые равнины, чередующиеся с моренными возвышенностями.

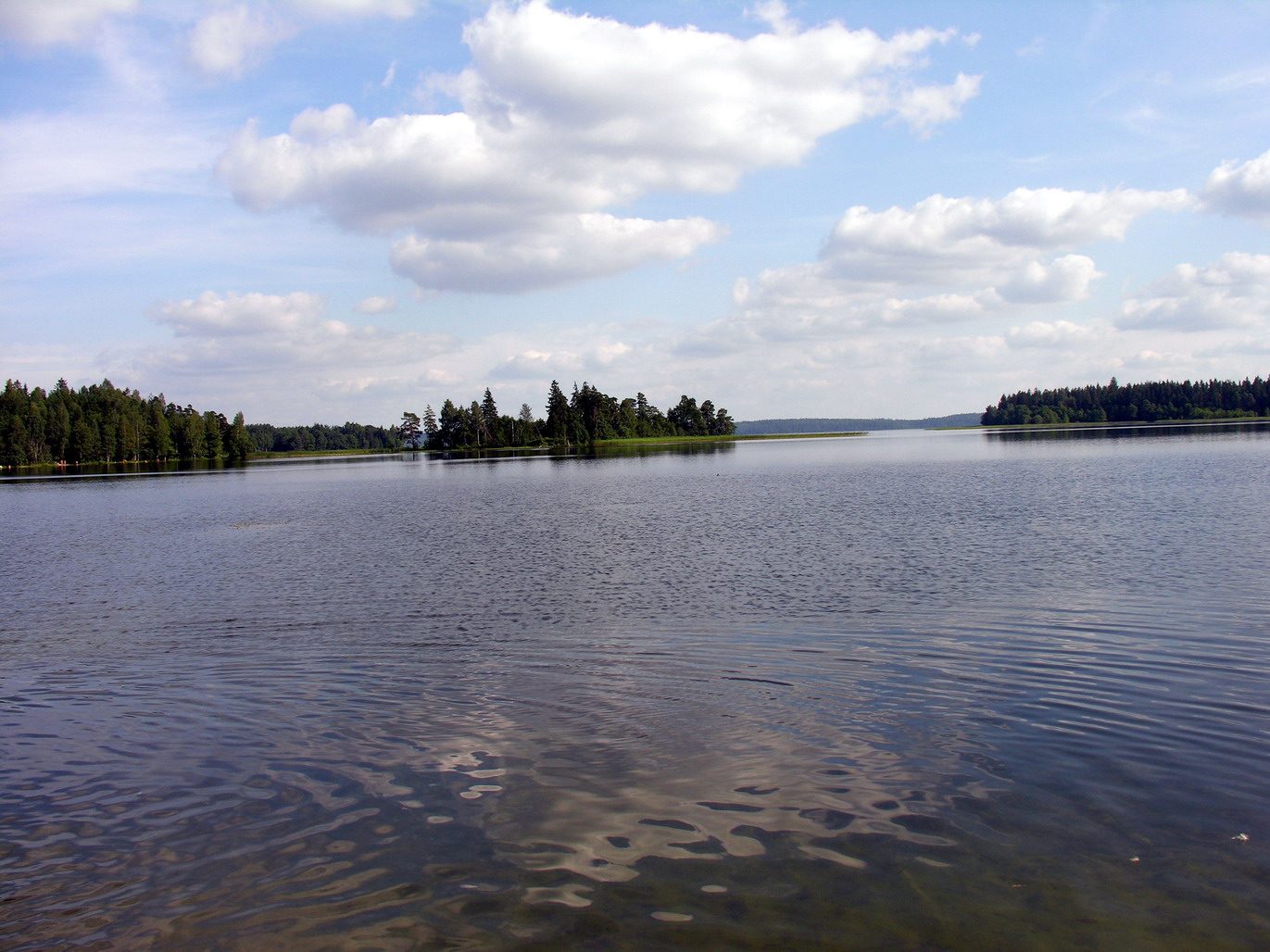
Плателай — самое большое древнеледниковое озеро Жемайтии (Литва)

Нижний (кембрийско-вендский) и верхний (кембрийско-ордовикский) ярусы подземных вод прибалтийского артезианского бассейна разделены мощной толщей кембрийских глин. По размерам бассейн относится к числу крупнейших в Европе. На питание пресных подземных вод здесь расходуется в среднем от 5 до 30 % атмосферных осадков; их естественный годовой ресурс оценивается в 16,8 км3. Среднемноголетний подземный сток колеблется, расчёте на 1 км2, от 1,5—1,7 л/с в сильно трещиноватых и закарстованных известняках силура и ордовика до 0,5 л/с в палеогеновых и кембрийско-ордовикских водоносных комплексах со слабой водопроводимостью и затруднённым инфильтрационным питанием. С учётом этих различий подземный сток в процентах к речному колеблется между 15—20 % и 50—60 %, достигая 70 % на силурийском и ордовикском плато в бассейне реки Мяркис.
Широкое развитие карстовых структур в Эстонии и прилегающих Печорах делает актуальной проблему защиты подземных вод от загрязнения. Минеральные воды сульфатно-хлоридного кальциево-натриевого состава (образующиеся в погружённых частях меловых, девонских и кембрийско-ордовикских отложений) — Друскининкай, Бирштонас и Балдоне; сероводородные воды извлекаются в Кемери.
Озёра южной и болота северной Прибалтики занимают понижения ледниковых ландшафтов. Гидрологический режим этих озёр зависит от их размеров, генезиса и особенностей водного баланса, то есть — питания и расходов. В целом же режим всех водных объектов является продуктом климата.
Все реки Прибалтики, за исключением впадающих во внутренние несообщающиеся озёра, принадлежат бассейну Балтийского моря, впадая в него непосредственно или опосредованно, через систему озёр и протоков. Псковское и Чудское озёра — естественная восточная граница северной Прибалтики — сообщаются с морем через Нарову, принимая в себя воду некоторых малых рек.
Крупнейшие реки региона — Западная Двина (сток при устье 700 м3/с) и Неман (678 м3/с). Истоки этих рек находятся далеко за её пределами. Из местных рек судоходны в нижних течениях р. Вента (95,5 м3/с; бассейн 11800 км2), р. Преголя (90 м3/с; бассейн 15500 км2) и р. Лиелупе (63 м3/с; бассейн 17600 км2). Река Гауя (бассейн 8900 км2) имеет лишь сплавное значение.
| Территория           | Всего | угодья    | посевы    | пастбища  | леса и луга | прочие    | мелиори- ровано |
| Территория           | км2   | % к итогу | % к итогу | % к итогу | % к итогу   | % к итогу | км2             |
| -------------------- | ----- | --------- | --------- | --------- | ----------- | --------- | --------------- |
| Литва                | 65200 | 35        | 12        | 7         | 31          | 15        | 430             |
| Латвия               | 64588 | 27        | —         | 13        | 46          | 14        | 160             |
| Эстония              | 43211 | 25        | —         | 11        | 44          | 20        | 110             |
| Калининградская обл. | 15100 |           |           |           |             |           |                 |

### Сводные данные по отдельным странам и территориям
| Государство                      | Площадь (км2) | Население, чел.     |
| -------------------------------- | ------------- | ------------------- |
| Литва                            | 065 286       | 2 794 329 (2020/Q1) |
| Латвия                           | 064 589       | 1 924 700 (2018)    |
| Эстония                          | 045 227       | 1 324 820 (2019)    |
| Россия (Калининградская область) | 015 125       | 1 000 915 (2025)    |
| Всего                            | 190 227       | ≈7 000 000          |

## История Прибалтики

### История заселения Прибалтики
Наиболее ранние следы пребывания человека («стоянки») в Прибалтике археологи датируют IX—X тысячелетиями до нашей эры. 
Проходит ещё примерно 5—6 тысяч лет, прежде чем появляются племена, которые демонстрируют общность археологических культур на значительных территориях. Из тех, кто выходит в процессе своего развития к берегам Балтики, это культура ямочно-гребенчатой керамики (конец IV — начало II тыс. до н. э.; от Волго-Окского междуречья на север до Финляндии и Белого моря).
Другая группа археологических культур — боевых топоров, или шнуровой керамики (со второй половины 3-го тыс. до н. э.). Она также выводит к славяно-балто-германским племенам. Экономика таких её подвидов, как культура Злота (2200—1700 гг. до н. э., у большой излучины Вислы), Фатьяновская (1-я половина 2-го тыс. до н. э., от Прибалтики до Волго-Камья), — также производящая. При этом в Среднеднепровской культуре, принадлежащей этой же группе, отмечен обмен с племенами Прибалтики, Волыни и Причерноморья.
Со временем в этих культурах начинают обособляться «этнические» элементы, но проходит 1-1,5 тыс. лет, прежде чем с каждым из них можно соотнести конкретный ареал: живут племена смешанно. Лишь к середине последнего тысячелетия до н. э. можно говорить о разделе по территориям. Он проходит примерно посередине Латвии; к югу консолидируются балтийские племена, а к северу — финские, отличающиеся своими местными особенностями. Начинаются межплеменные столкновения: мирные стоянки рыбаков и охотников по берегам рек и озёр исчезают, вокруг поселений появляются укрепления.
Плиний Старший пишет о венедах, живущих к юго-востоку от Вислы, Птолемей же «поселяет» венедов в Сарматии. Тацит, кроме венедов, называет в «Германике» (конец I века н. э.) фенов и эстиев. Эстии, по Тациту, обитали на восточном побережье Свевского (Балтийского) моря, где разводили хлебные злаки и собирали по берегу моря янтарь. В целом же античные источники небогаты сведениями, позволяющими уверенно проследить местный этногенез. В числе последующих поселенцев этих мест указываются три группы племён. Это:
- финно-угры (ливы, эсты, водь);
- балты (пруссы, курши, жемайты, земгалы, селы, латгалы, литва и ятвяги);
- псковские кривичи.

Сугубо прибрежными на картах заселения прибалтийских земель обозначают пруссов, куршей, ливов, эстов и водь; остальные же в этом определении являются «континентальными».
Племенные группы на территории нынешней Латвии в I—IV веке нашей эры, хотя и различались по признакам археологических культур, находились примерно на одинаковой ступени социально-экономического развития. Проявляется имущественное неравенство; изделия, в которых оно материализуется, говорят о росте производства и обмена. Широко применяемая бронза — привозная. Магистральный торговый путь, связывавший античный мир через прибалтийские племена с восточнославянскими землями, шёл к морю вдоль Даугавы — наиболее протяжённой из прибалтийских рек, что подтверждают найденные на её берегах медных римские монеты (несколько сотен) и ряд других привозных металлических предметов.
«Процесс имущественного и социального расслоения», возникновение «зачатков классовых отношений» занимает следующие 400—500 лет истории Прибалтики. До X века н. э. «классовое общество в этих племенах ещё не сложилось», то есть не имелось государственности.
Внешнеэкономический интерес античного мира к Прибалтике был ограничен. С берегов Балтики с её низким уровнем развития производительных сил Европа получала в основном янтарь и другой поделочный камень, кремень; возможно, меха. В силу климатических условий ни Прибалтика, ни лежащие за ней земли славян не могли стать житницей Европы, как птолемеевский Египет. Поэтому, в отличие от Причерноморья, Прибалтика не привлекала античных колонистов. Положительная сторона этого в том, что в первые столетия новой эры прибалтийские племена избегали чреватых для них фатальными последствиями столкновений с более сильными державами.

### От Великого переселения народов до эпохи Средневековья
Великое переселение народов, сопровождавшее распад Римской империи в V веке, перекроило этническую карту Европы. Прибалтика в этих «великих переселениях» была не источником, а промежуточным пунктом миграционных потоков, неоднократно пересекавших её со стороны противолежащего ей Скандинавского полуострова. В I—II веках н. э. там немного пожили готы, пришедшие с «острова» Скандза с королём Беригом. На пятом от него по счёту короле готы вновь двинулись на юг. Память о готах на берегах Балтики осталась в ископаемых артефактах вельбарской культуры в Пруссии.
Племена, не ушедшие с готами, продолжали в Прибалтике свой эволюционный путь, наибольшие сложности на котором долгое время составляли лишь периодические взаимные столкновения без участия сил извне. Более сильные «субъекты международных отношений», фигурирующие в последующие века истории цивилизации в Прибалтике, формируются позже.
С ростом производительных сил в Европе оживляется движение по «Янтарному пути» Древнего Рима. Один из его маршрутов шёл к Балтике через западнославянские земли и Вислу). Другой же проходил через земли восточных славян, выходя непосредственно в Прибалтику через Двину либо Нарву. В этой международной торговле издавна участвовали не только римляне, но и племена-посредники. Проходившие по их землям торговые пути имели ещё значение для развития этих самых племён, как средство внутрирегионального сообщения.
В Прибалтике обмен из межплеменного начинает перерастать в непосредственную торговлю с отдельными районами во второй половине VII века. Но «в период V—VIII века, вообще общественное развитие Восточной Прибалтики, в том числе и древнелатышских племён, отставало от их восточнославянских соседей. У восточных славян в это время сложилось классовое общество, объединившееся в IX веке в единое государство. В Восточной Прибалтике классовые отношения в этот период лишь зарождались».
VIII век открывает «эпоху викингов» — третий, и наиболее мощный поток, исходящий из Скандинавии. Если первые два были чисто миграционными, то здесь важную роль играет контрибуционная и колонизационная составляющие. Они взаимообусловлены: переходя от разовых грабежей к регулярному взиманию дани, викинги, ввиду наличия «конкурентов» в этом деле сначала оставляют свои гарнизоны. В зависимости от обстоятельств эти дружины либо предоставляют услуги по управлению и защите (как на Руси), либо проводят силовые акции, поддерживая колонизацию уже существующих стран (Англия), либо, оседая во вновь созданных государствах, формируют костяк их вооружённые сил (Нормандия, Сицилия).
Римберт в «Житии Ансгара» (вторая половина IX века) зафиксировал такую конкуренцию. В данном случае за возможность поживиться в прибрежном городище, называемом Сеебург, состязались даны (их рейд датируется 853 годом) и приходящие затем свеоны во главе с Олафом. Утверждение, что куры издавна подчинялись власти свеонов, значит для историков меньше, чем само слово cori — на сегодня древнейшее упоминание имени народа, отождествляемого с куршами. Существенно и то, что вдвое более крупное городище Апулия (оценки гарнизонов у Римберта — 7 и 15 тысяч воинов) — его викингам взять не удаётся — находится не близ моря, а в пяти днях пути от него. Не удаётся осуществить свои планы у куршей и епископу Ансгару — первому в Прибалтике христианскому миссионеру, до того проповедовавшему в Дании, Ютландии и Швеции.
Прибалтика, лежащая на границе между Востоком и Западом, долгое время оставалась языческой. Пашенное земледелие стало здесь основой хозяйства с конца 1-го тысячелетия, озимую рожь стали выращивать с XI века. К X веку возникают крупные городища, вокруг которых складываются территориальные объединения древних племён. Из них на прилегающих к морю землях жили пруссы (Калининградский залив и устье Преголи), ливы (Рижский залив и устье Двины), эсты (Таллинский и Нарвский залив с устьем Наровы) и водь (Финский залив от реки Нарвы до устья Невы).

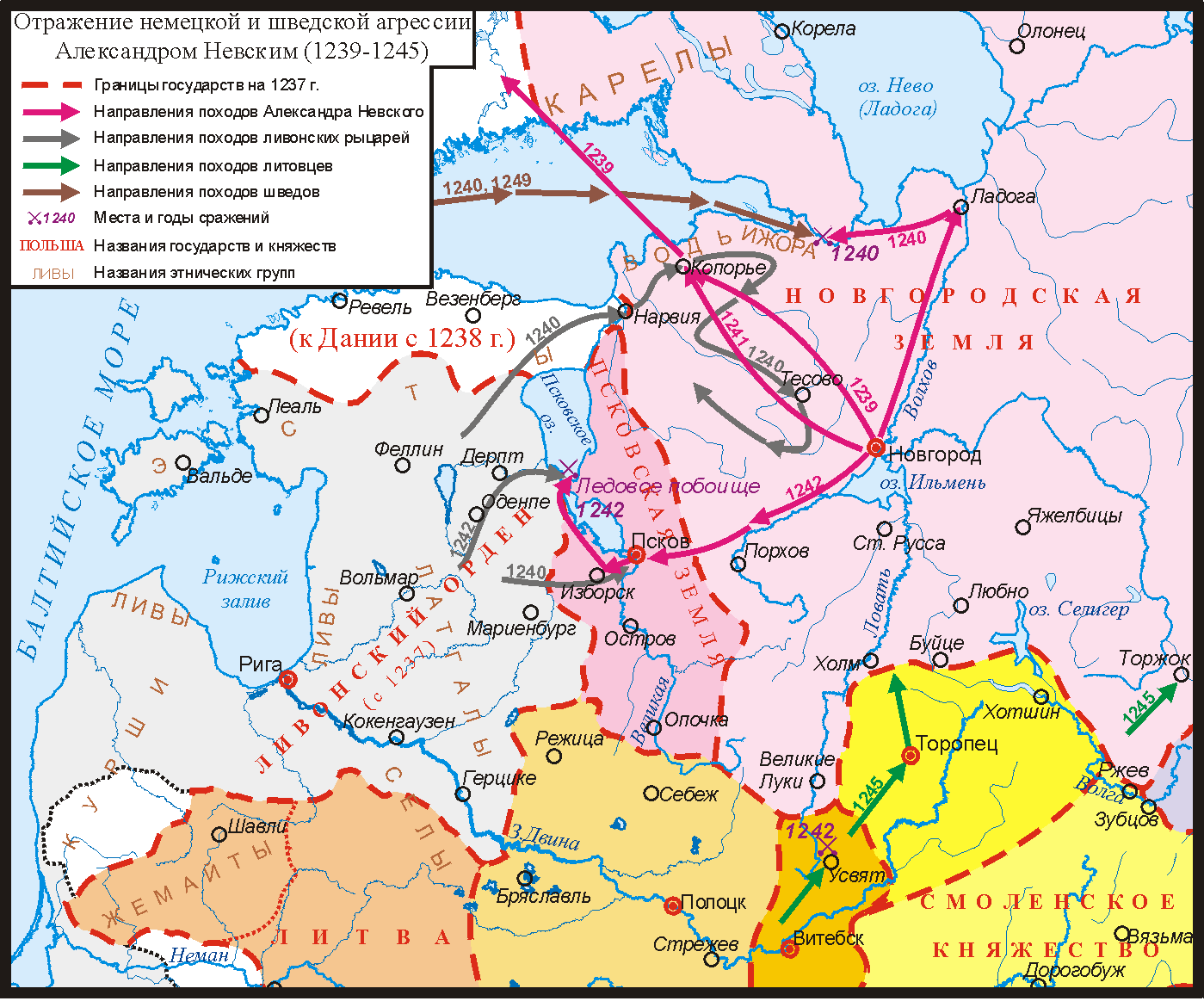
Прибалтика и соседние земли в 1239—1245 годы

Древнерусский Новгород, при той или иной степени содействия со стороны партнёров по прибалтийской торговле («варягов»), на протяжении X—XI века расширяет сферу своего влияния вокруг торговых путей, ведущих к Балтийскому морю. Аналогичные процессы развиваются и вдоль Западной Двины, где отправной точкой служит Полоцк.
Западная Двина (Да́угава) — самая протяжённая из прибалтийских рек, последний отрезок на пути в море. Одновременно Полоцк находится на половине меридионального пути из Киева в Новгород и Ладогу. Как и на других участках пути «из варяг в греки», вдоль по Двине по пути к морю возникают и укрепляются форпосты, превращающиеся затем в центры вассальных Полоцку княжеств — Кукейносского и Ерсикского. На северном пути к Финскому заливу был основан Изборск — важнейший, наряду с Полоцком и Смоленском, центр кривичей. Аналогично обустраиваются и земли, ведущие к Балтике из Новгорода. Из ряда укрепившихся в старину городищ здесь выделяется Псков.
Ранняя история Новгорода проходила в постоянной борьбе с финно-угорскими племенами. Полоцкое княжество — возможно, и во имя мира на торговых путях, — оказывается более толерантным к соседям-язычникам из балтийских племён. В земле кривичей периоды мирного сосуществования, без набегов извне, способствуют диффузии, взаимной абсорбции. Втягивание в общеевропейский цивилизационный процесс, опосредуемое для Руси её торговыми связями, идущими через Прибалтику, идёт параллельно становлению самого русского государства. В X—XI веках Русь ещё не обременена опытом жёсткой межгосударственной борьбы, которая к тому времени вовсю разворачивается в Западной Европе. Её выдвижение к морю не сопряжено с необходимостью физического вытеснения местных племён с нажитых мест, и поэтому вплоть до конца XI века эти процессы протекают скорее эволюционным путём.
Эпизодические междоусобные столкновения не мешали псковичам и новгородцам объединяться между собой, а также с русскими княжествами в противостоянии экспансии Западной Европы в Прибалтике. В XIII веке Ледовое побоище 1242 года, Сражение на Омовже 1234 года и Раковорская битва 1268 года закончились победами славян над рыцарями.

### Захват земель Прибалтики крестоносцами

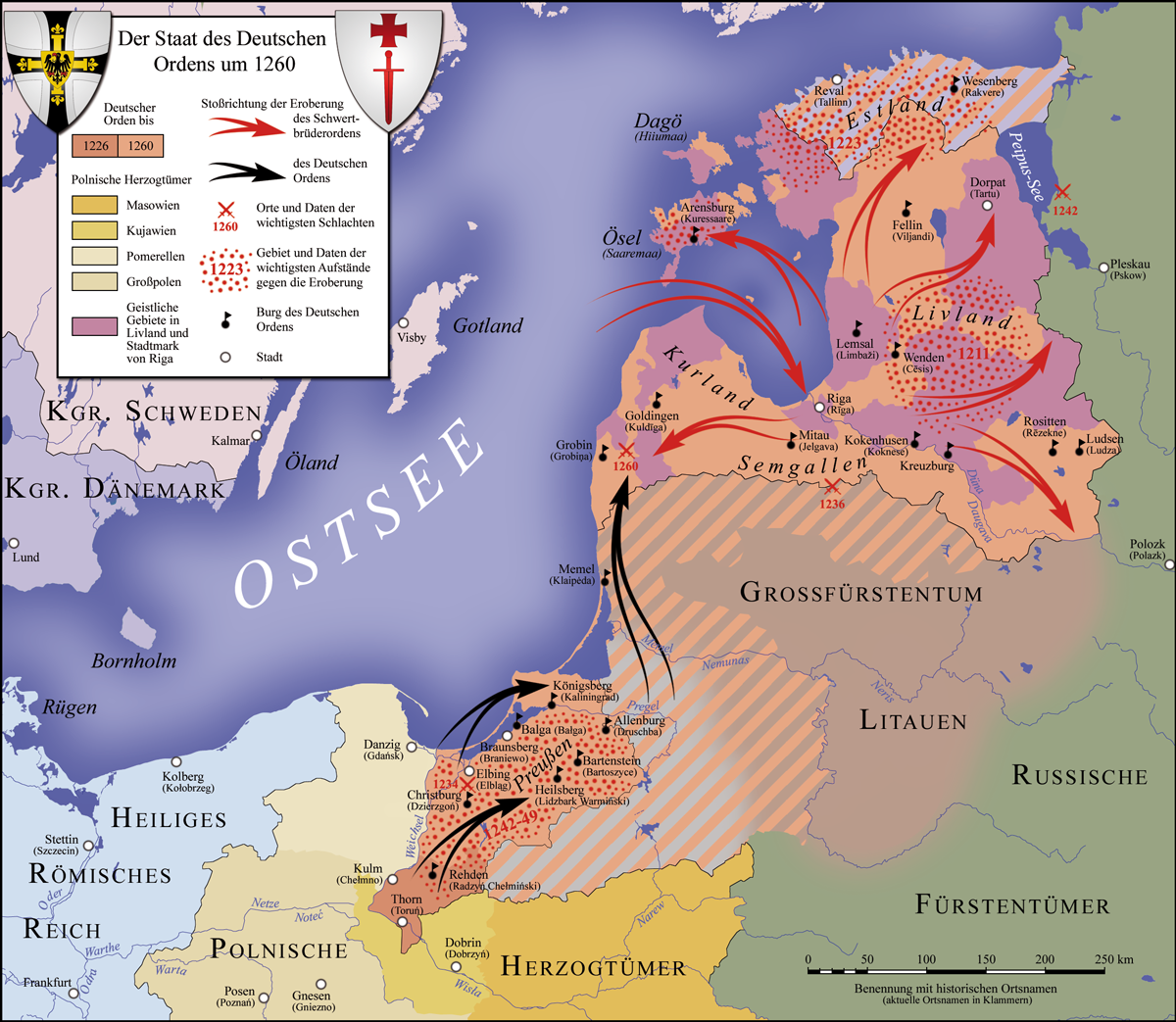
Экспансия Тевтонского ордена в Прибалтике

Земли и города Прибалтики к 1260 году

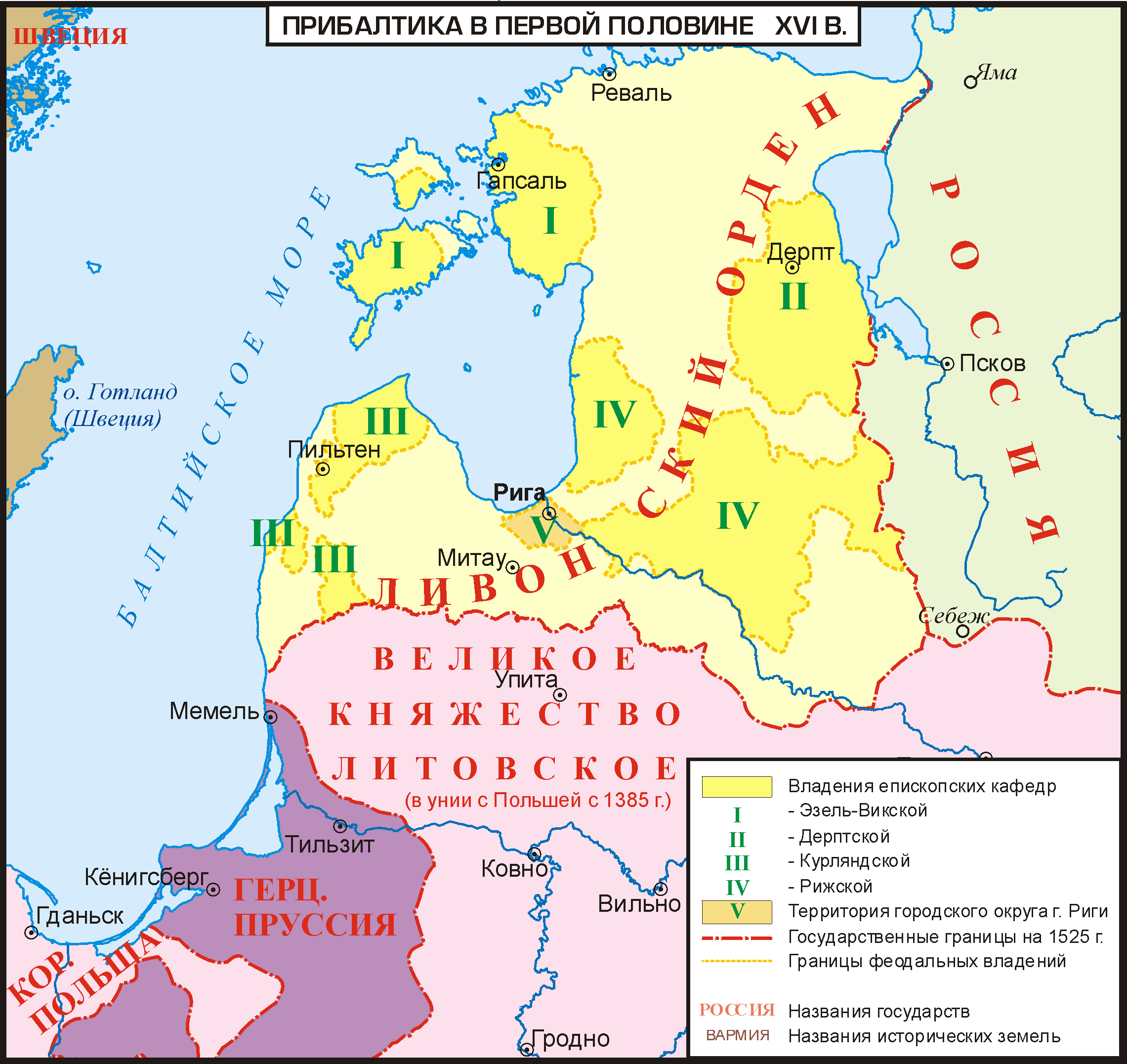
Прибалтика в первой половине XVI века

В начале XIII века в жизни разноплемённого населения всего южного побережья Балтийского моря наступает критический момент: этот ареал попадает в зону долговременных стратегических интересов государственных образований, переходящих от поглощения смежных территорий к колонизации отдалённых территорий.
Захват Прибалтики осуществляется практически на протяжении жизни одного поколения. Уже на первом этапе северных крестовых походов, в 1201 году крестоносцы основывают Ригу; в 1206 году Иннокентий III благословляет крестовый поход против пруссов; в 1219 году датчане основывают Ревель. Только на побережье Восточной Пруссии крестоносцы потерпели в те годы относительную неудачу, но и здесь через треть века тевтонцы ставят свои форпосты: в 1252 году — Мемель и в 1255 году — Кёнигсберг.
Рыцарские ордена — Тевтонский, Ливонский, меченосцы возводят на территории Прибалтики замки как опорные пункты колонизации. Языческие племена подвергаются насильственной христианизации, но своих национальных государственных образований им создать не дают. Уже возникшие здесь удельные княжества — например, Кукейносское — ликвидируются.
В 1185 году в Ливонию прибыл Мейнард фон Зегеберг. Начав с небольшой часовни на Даугаве в местечке Икескола (Ykeskola, примерно 30 км вверх по течению от устья), на следующий год он уже приглашает каменотёсов для возведения замка. Этим было положено начало епископству Ливонскому (англ. Bishopric of Livonia) — первому в Ливонии государственному образованию. И хотя итог миссионерства Мейнарда был невелик (Генрих Латвийский пишет о шести, которые «по каким-то причинам крестились», но потом отказались), за достигнутые успехи архиепископ Бремена в 1186 году возвёл Мейнарда в сан епископа. В 1199 году епископом стал Альбрехт фон Буксгевден, который и заложил новый опорный пункт — Ригу. Его миссионерскую деятельность обеспечивали уже достаточно мощные вооружённые силы: вместе с Альбрехтом на 23 кораблях пришли 1200 рыцарей. При такой поддержке епископ помимо духовной, взял на себя и светскую власть, превратясь в князь-епископа.
- Епископство Рижское обосновалось в Риге в 1201 году; с 1255 года — архиепископство[51];
- Епископство Дорпат (Дерптское) (н.-нем. Bisdom Dorpat) основал в 1224 году тот же Альбрехт[52] — сразу после того, как орден меченосцев захватил основанный русскими город Юрьев, который немцы немедленно переименовали в Дерпт (Дорпат).
- Епископство Эзель-Вик (нем. Bistum Ösel-Wiek, с 1559 года княжество-епископство) Альберт основал 1 октября 1228 года (крестоносцы взяли этот остров в 1227 году).
- Епископство Курляндское (нем. Bistum Kurland) основано в 1234 году.

В 1207—1208 годах Альбрехт ликвидирует Кукейносское, а в 1215—19 годах — Ерсикское княжество.

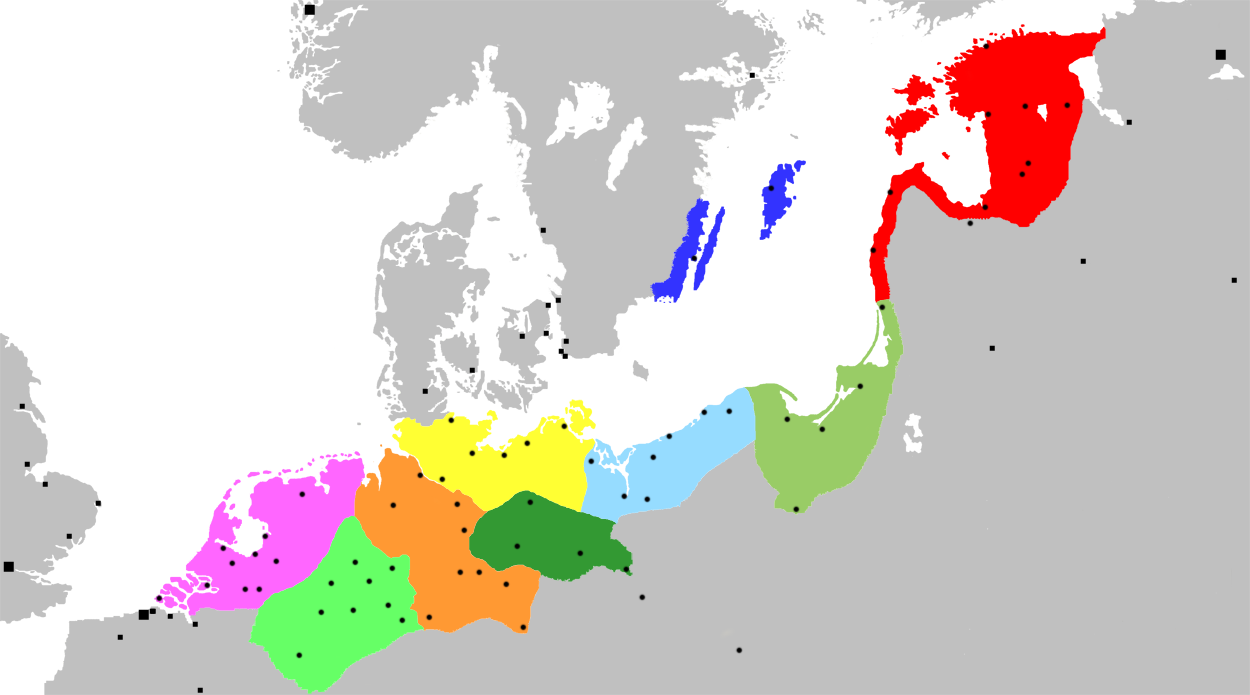
Ганзейский союз ок. 1400 года

Все перечисленные выше четыре епископства вошли в созданную в 1435 году Ливонскую конфедерацию — межгосударственное образование, в котором при главенстве Ливонского ордена епископы обладали территориальным суверенитетом и всей полнотой власти в пределах своих владений.

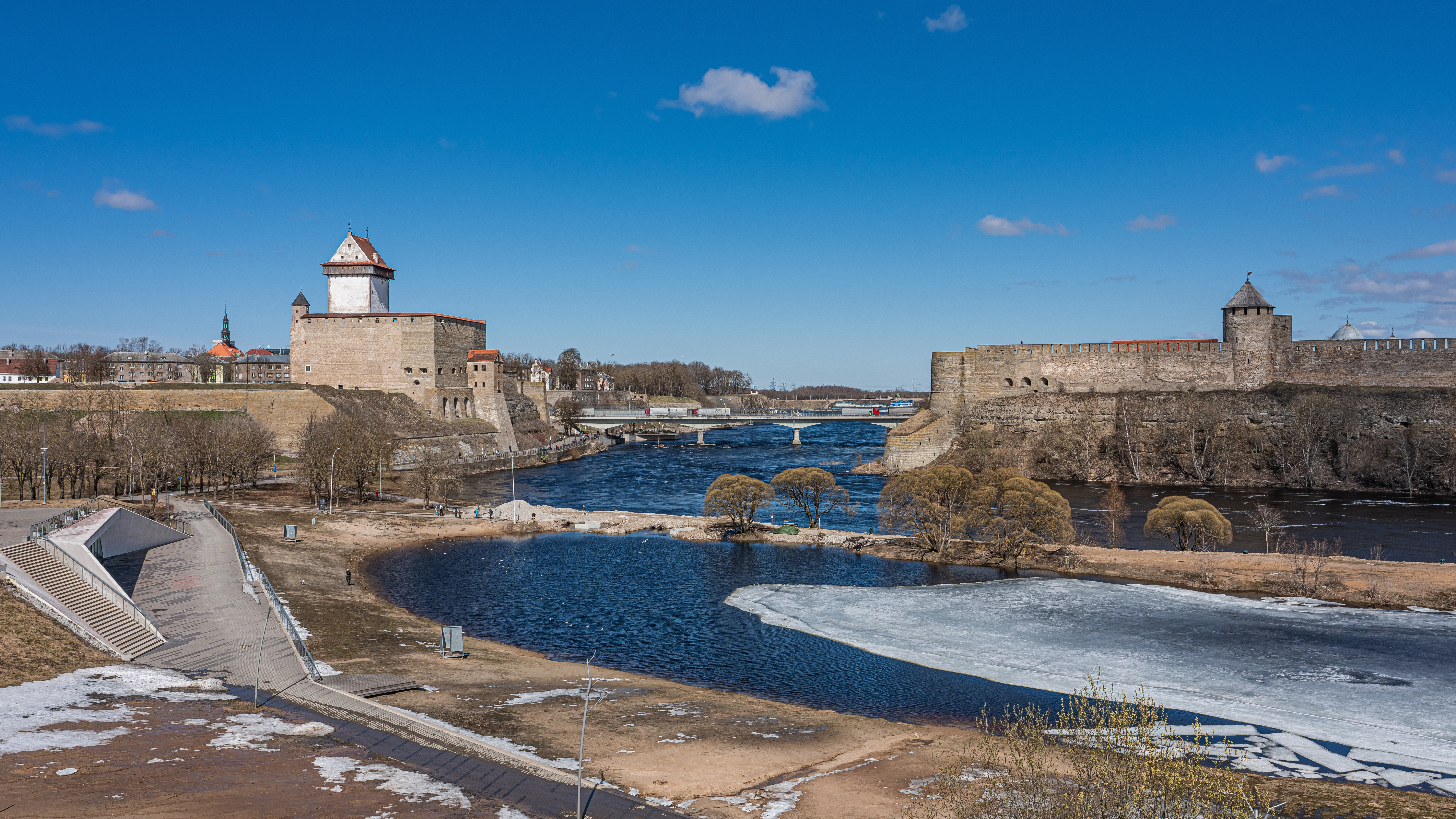
Русская Ивангородская крепость (справа)
Ливонская Нарвская крепость (слева)

В XIV веке удалось сдержать натиск Ливонского ордена на Изборск. Однако после разгрома непокорных новгородцев в 1471 году Иваном III и последующей ликвидации республики с присоединением земель Великого Новгорода геополитические позиции Московской Руси на северо-западе Русской равнины ослабевают: возобновляется вытеснение русских вглубь континента, от балтийских берегов. Последнюю такую попытку Ливонская конфедерация предприняла в 1501 году, в союзе с Литвой. Великое княжество Литовское вело войну с Москвой ещё с 1499 года. Потерпев в июле 1500 года поражение в Ведрошской битве, князь Александр Ягеллон нашёл союзника в лице магистра Ливонского ордена Вальтера фон Плеттенберга. Готовясь в то время к нападению на ещё не зависимый от Москвы Псков, воинственный магистр пытался тогда убедить римского папу Александра VI объявить крестовый поход на Русь, и союзник в виде Литвы оказался как раз кстати.
В 1494 году Москва закрыла представительства Ганзейского союза в Новгороде, а ганзейские купцы (большинство из них были ливонцы) — посажены в тюрьму. В результате Ливония оказалась в состоянии войны с Великим княжеством Московским. Однако Плеттенберг, несмотря на ряд одержанных им побед, не закрепился на русской территории. По итогу войны 1501—1503 годов Иван III и Ливонская конфедерация заключили мир на условиях лат. status quo ante bellum — возврата к состоянию до начала войны, который действовал вплоть до Ливонской войны.

### Прибалтика в XVI—XVII веках
Ливонская война началась в январе 1558 года в геополитической ситуации, благоприятной для России. Начиная с 1520-х годов в Ливонском ордене стали обостряться внутренние противоречия между немецкими феодалами и местным крестьянством. К этому добавились волнения на религиозной почве, связанные с проведением Реформации в восточной Прибалтике. Заняв приграничную Нарву и возвратив контроль над утраченным ранее Юрьевом, русские войска остановились, и весной 1559 года заключили невыгодный по мнению историков мир — Русское царство получило от этой кампании лишь минимальные приобретения (западный берег Чудского и Псковского озера на глубину примерно 50 км), а главное, не вышла к берегам Балтики. Предвидя неминуемый развал своего государства, и опасаясь возобновления русского наступления, ливонские феодалы поспешили в том же году договориться с польским королём Сигизмундом II Августом о передаче орденских земель и владения рижского архиепископа под его протекторат. В том же 1559 году Ревель отошёл Швеции, а епископ Эзель-Викский уступил своё епископство и весь остров Эзель герцогу Магнусу, брату только что воцарившегося датского короля, за 30 тысяч талеров.
В 1560 году русские войска, разбив орденскую армию под Эрмесом, продвинулись ещё на 50 км, выйдя на линию Мариенбург — Феллин. Возобновившиеся в связи с войной восстания крестьян против немецких феодалов заставили последних в северной Эстонии встать под защиту Швеции, в чьё подданство они сами также перешли. Шведы не замедлили оккупировать весь южный берег Финского залива, углубившись на 40-50 км.
В 1561 году последний ландмейстер Ливонского ордена Готхард Кетлер, перейдя из католицизма в лютеранство, сохраняет под своей властью Курляндию и Семигалию — уже в качестве герцога этих земель и, согласно Виленской унии, вассала польского короля Сигизмунда II. С этого момента Россия вступает в Прибалтике в противостояние трём крупнейшим странам: Королевству Польскому, Великому княжеству Литовскому и Швеции. Взяв в 1563 году стоящий на Двине Полоцк — некогда столицу одного из древнерусских княжеств — русские войска пытаются продвинуться не к Риге, а назад, по течению реки Улла — где и терпят в январе и июле 1564 года два поражения подряд.

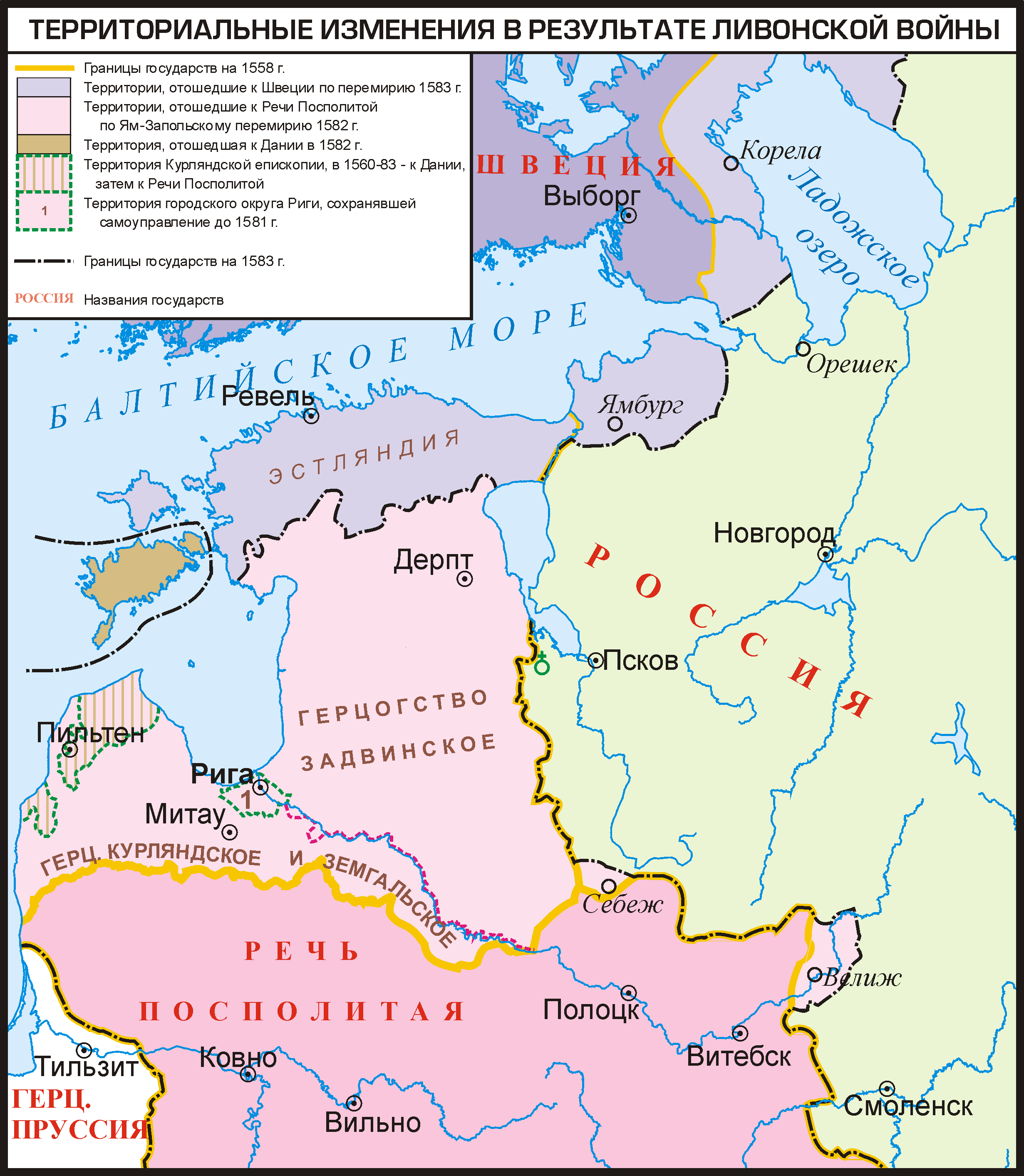
Прибалтика после Ливонской войны

В конце 1560-х годов года внешнеполитическое положение России продолжает ухудшаться. В январе 1569 году общий сейм польских и литовских феодалов в Люблине принимает унию — создаётся единое польско-литовское государство Речь Посполитая. В этом же году турки выступают в поход на Астрахань, в 1571 году крымский хан Девлет-Гирей (Девлет I Герай) осуществляет опустошительный набег на Москву. Походы на Ливонию возобновляются только в 1575 году, однако политика Ивана IV всё менее устраивает его окружение, что выливается, в конце концов, в опричнину; страна приходит в разорение.
Критическим моментом для России становится поход Стефана Батория 1579—1581 годов. Новый польский король занимает Полоцк, Великие Луки; в 1581 году берёт в осаду Псков, взятие которого открывало бы ему путь на Новгород и Москву. По Ям-Запольскому 10-летнему перемирию (1582 год) Москва уступила Речи Посполитой Полоцк и земли, всё ещё занятые к тому времени русскими в Ливонии.
Наиболее тягостные потери Россия понесла по Плюсскому перемирию 1583 года, уступив шведам не только Нарву, но и стоящий на русском берегу Ивангород, а также устоявшие при многих осадах рыцарей русские крепости Ям и Копорье в землях води и ижоры к востоку от реки Луги. После этого шведский король Юхан III добавил к своему имени титул «Великий князь Ингерманландии». Тявзинский мирный договор 1595 года оставляет Ижорскую землю за Россией, а в 1611 году территория Ингрии захватывается Швецией. Столбовский мир 1617 года узаконил переход четырёх уездов Водской пятины к Швеции и официальное название этой земли — Ингерманландия.

### Северная война

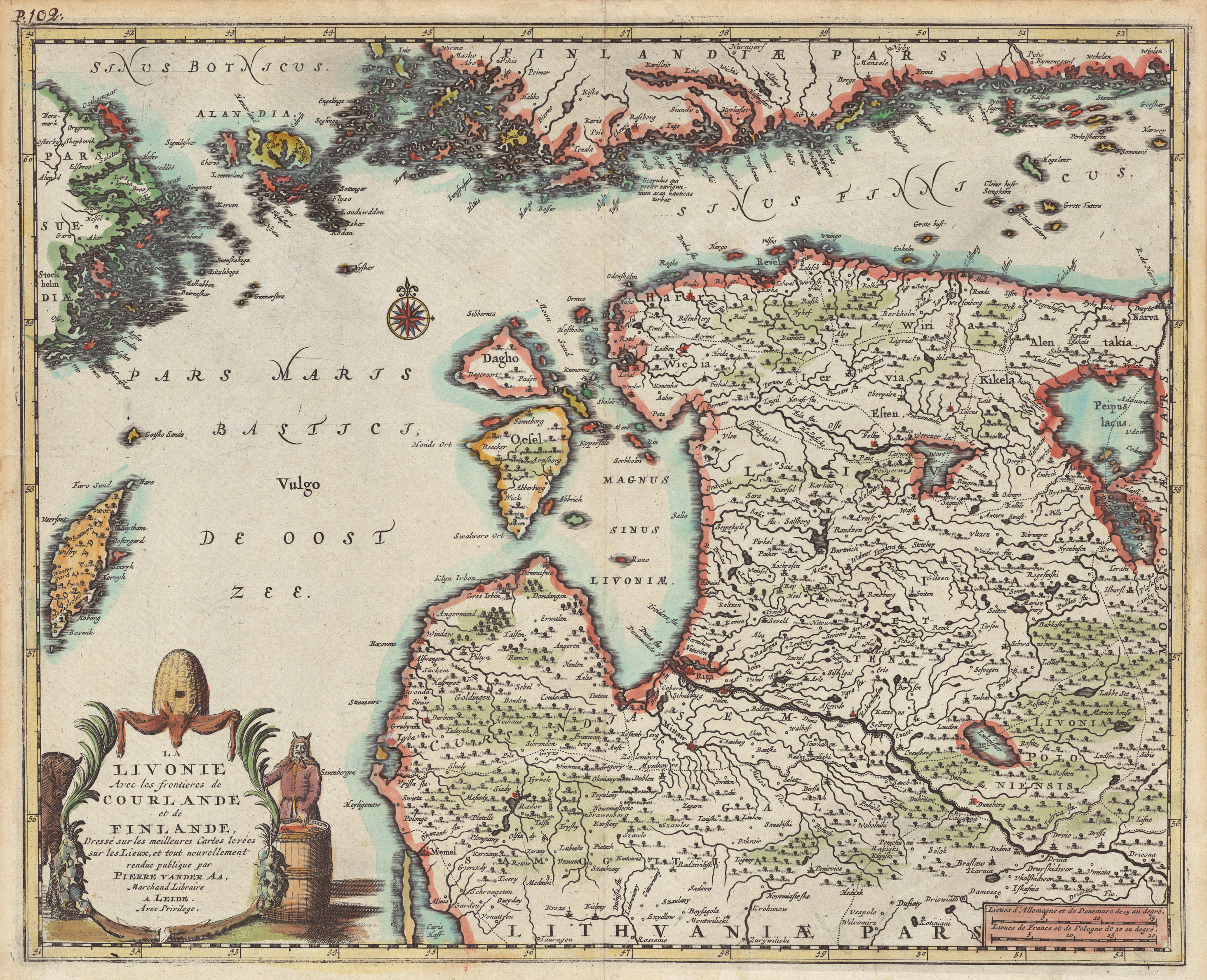
Карта Ливонии. Рубеж XVII—XVIII веков

Потеря почти всех выходов к Балтийскому морю в последней четверти XVI века оказалась для России лишь прологом к дальнейшему ухудшению внешне- и внутриполитического положения, именуемому в истории Смутным временем (1598—1613). Для её главных геополитических соперников в Прибалтике — Швеции, и в меньшей степени для Речи Посполитой территориальные приобретения на востоке Балтийского моря дополнительно подпитывали рост могущества, а с ним и внешнеполитических претензий этих государств. Со своей стороны, в силу сохраняющейся этнической общности с Россией, подкрепляемой единством «рюриковых корней», известная часть дворянства нового польско-литовского государства строила планы на большее, нежели шведы — а именно, взять власть над Россией, утвердившись на московском троне. Эти надежды подкреплялись, с другой стороны, и обратными симпатиями к Польше со стороны некоторой части русского купечества и даже знати, которые сыграли немалую роль в печальной истории Новгородской республики: её кровавому разгрому в конце XV века предшествовало усиление среди новгородцев тенденции к союзу с Польшей против Москвы во имя сохранения своих, ориентированных на Прибалтику, экономических интересов.
Последние потери русских земель в пользу Швеции зафиксировал Столбовский мир, заключённый на исходе «смутного времени», в 1617 году: Карелия и Ингерманландия (на карте обозначены, соответственно, тёмно- и светло-зелёным). Сомкнув границы своих владений в Невской губе, Швеция добилась почти полного господства на Балтике; лишь небольшие участки побережья принадлежали Польше, Пруссии и Дании.
Территориальные приобретения по Вестфальскому миру 1648 года выдвинули Швецию в разряд великих держав. Швеция имела превосходные армию и флот, запасы вооружений, снаряжения и продовольствия. Она играла значительную роль в отношениях между европейскими государствами. Таким образом, группе государств, чувствовавших себя пострадавшими от шведской экспансии и сформировавших Северный союз для войны со Швецией — Дании, Польше, Саксонии и России — противостоял мощный противник.
В ходе дипломатической подготовки войны со Швецией русский царь и его послы излагали будущим соратникам России по Северному союзу несколько иные, принятые в дипломатии аргументы. Политические основы необходимости восстановления присутствия России на Балтике Пётр I формулировал с позиций решения проблемы возврата древнерусских земель, в том числе прибалтийских. В Прибалтике России издревле принадлежали Карелия, прилегающая к Неве часть Водской пятины Великого Новгорода (Ижорская земля, Ингрия) и большая часть провинций Лифляндии и Эстляндии с городами Юрьев и Колывань. Ригу «с принадлежностями» Пётр тоже признавал как «наследную» русского царя.

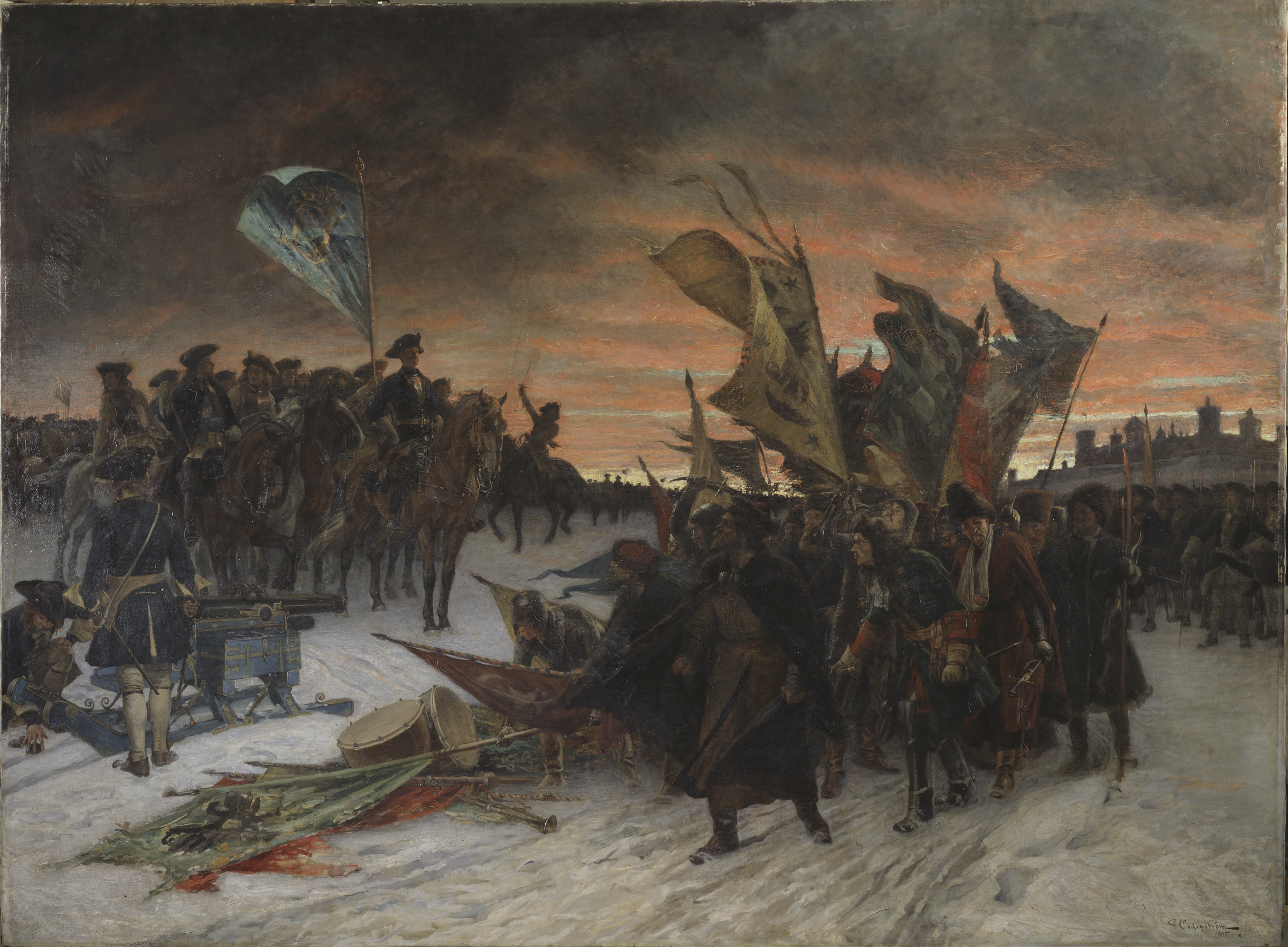
Русские войска складывают оружие и знамёна перед Карлом XII.
(«Нарва». Густав Седерстрём, 1905).

Восстановление контроля России над частью Прибалтики в 1701—1708 годах не помешало Риге и даже Ревелю выполнять функции портов и промежуточных баз снабжения армии Карла XII, шедшей к Полтаве. Ригу, Ревель, а также Выборг русские войска заняли только в 1710 году. Тем не менее, «на подписание мира шведы, подстрекаемые западными державами, не шли. У них ещё сохранялись значительные силы на море и крупные военные гарнизоны в Прибалтике, Финляндии, Северной Германии». Лишь когда в 1719—1720 гг. русские войска высадились на Аландских островах, в угрожающей близости от Стокгольма, мир стал более близок.
В 1721 году, после подписания Ништадского мира, часть Прибалтики (Лифляндия и Эстляндия) вошла в состав Российской империи.

### В составе Российской империи

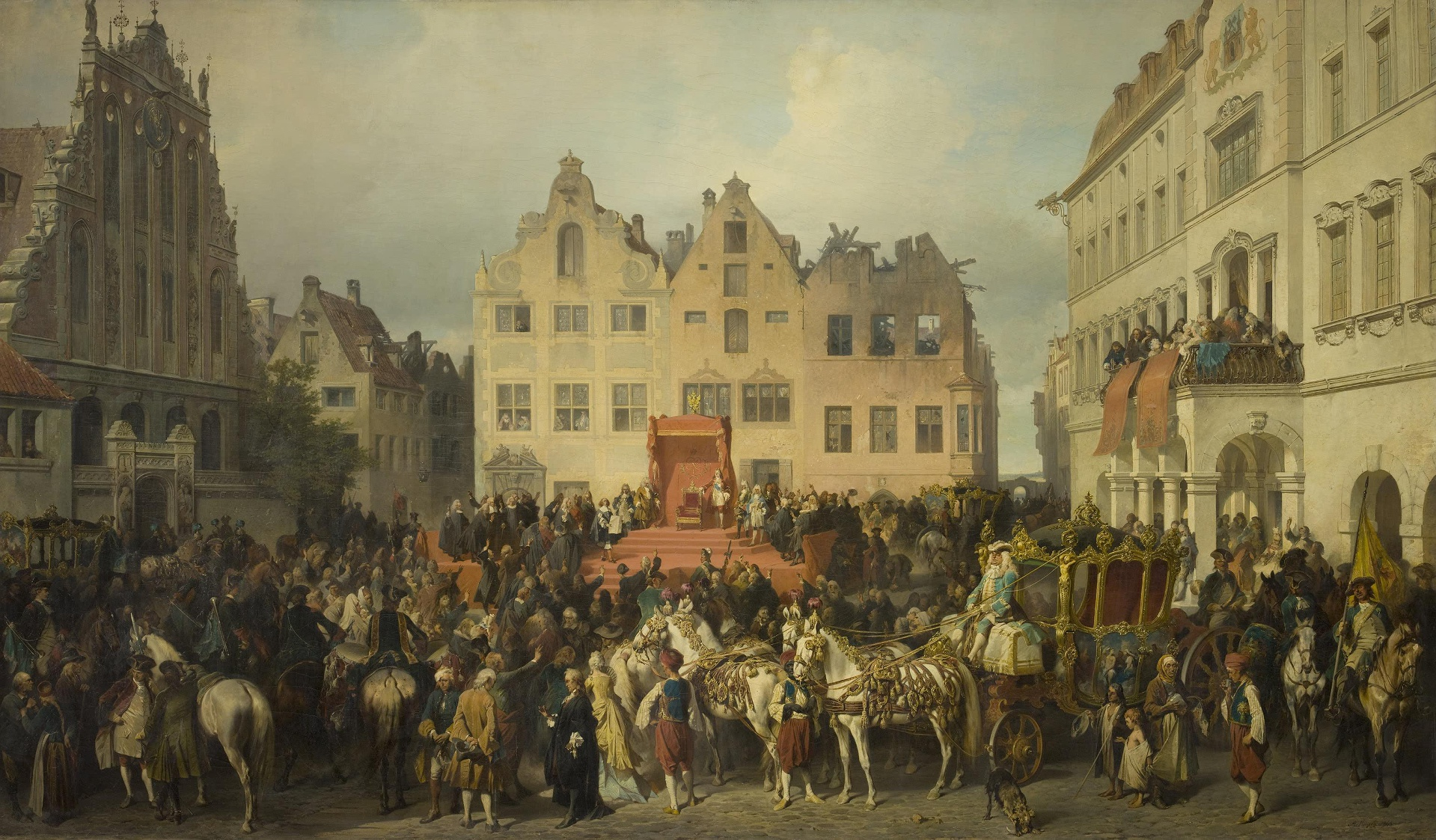
А.Е. Коцебу. Присяга Риги на подданство России в 1710 году

На территориях, присоединённых к России по итогам Северной войны, были созданы Рижская и Ревельская губернии (позднее соответственно — Лифляндская и Эстляндская губернии). В 1795 году в состав России переходит Курляндское герцогство, ставшее Курляндским наместничеством (позднее губернией).
Остзейский край до 1876 года составлял особую административную единицу (генерал-губернаторство) Российской империи. Главным органом дворянского самоуправления в Остзейском крае были ландрат-коллегии — сословные коллегиальные органы, название которых (нем. Land — «земля», в том числе как административно-территориальная единица, и нем. Rat — «совет») отчасти эквивалентно русскому земству. Саму их идею Пётр заимствовал задолго до Ништадтского мира, внимательно изучив практику их работы в уже занятых им Ревеле и Риге. Первоначально царь замышлял сделать эти органы выборными. Указом от 20 января 1714 года он предписывал: …ландраторов выбирать в каждом городе или провинции всеми дворяны за их руками. Однако этот указ Сенат саботировал, назначив в 1715 году ландратов, вопреки указу, по спискам, которые подали губернаторы. В 1716 году неисполняемый свой указ Пётр принуждён был отменить. Ландрат-коллегии существовали только в двух прибалтийских губерниях, Эстляндской и Лифляндской. Екатерина II их упразднила, Павел I восстановил, и просуществовали они до начала XX века.
Высшими органами самоуправления («земского хозяйства») в этих же двух губерниях были ландтаги — дворянские съезды, собираемые раз в три года. В промежутках между съездами на постоянной основе действовали созываемые по нескольку раз в год дворянские комитеты в Эстляндии и дворянские конвенты в Лифляндии. Состав их избирался на ландтагах, право созыва предоставлялось предводителю дворянства, или же: в Эстляндии — ландмаршалу, и в Лифляндии — очередному ландрату.

### Генерал-губернаторы
С образованием в 1710 году Рижской губернии ею руководили рижские генерал-губернаторы. При образовании в 1782 году Рижского наместничества власть генерал-губернатора была распространена и на Эстляндскую губернию. С этого момента появляется прибалтийский генерал-губернатор. В начале XIX века в генерал-губернаторство входит Курляндская губерния. Должность Прибалтийского генерал-губернатора упразднена именным Высочайшим указом Правительствующему Сенату от 25 января 1876 года.
| Ф. И. О.                                | Титул, чин, звание                                                         | Время замещения должности |
| --------------------------------------- | -------------------------------------------------------------------------- | ------------------------- |
| Броун Юрий Юрьевич                      | граф, генерал-аншеф                                                        | 1782—18.09.1792           |
| Репнин Николай Васильевич               | князь, генерал-адъютант, генерал-фельдмаршал                               | 30.09.1792—1798           |
| Нагель Ларион Тимофеевич                | действительный тайный советник                                             | 26.10.1798—26.09.1800     |
| Пален Пётр Алексеевич                   | граф, генерал от кавалерии                                                 | 26.09.1800—1801           |
| Голицын Сергей Фёдорович                | князь, генерал от инфантерии                                               | 1801—1803                 |
| Буксгевден Фёдор Фёдорович              | граф, генерал от инфантерии                                                | 1803—1806                 |
| Тормасов Александр Петрович             | генерал от кавалерии                                                       | 1806—1808                 |
| Буксгевден Фёдор Фёдорович              | граф, генерал от инфантерии                                                | 1808—1809                 |
| Лобанов-Ростовский Дмитрий Иванович     | князь, генерал от инфантерии                                               | 07.12.1810—05.1812        |
| Паулуччи Филипп Осипович                | маркиз, генерал-лейтенант                                                  | 17.10.1812—01.01.1830     |
| Пален Матвей Иванович                   | барон, генерал-лейтенант                                                   | 01.01.1830—28.03.1845     |
| Головин Евгений Александрович           | генерал от инфантерии                                                      | 28.03.1845—01.01.1848     |
| Суворов-Рымникский Александр Аркадьевич | граф Рымникский, князь Италийский, генерал-адъютант, генерал от инфантерии | 01.01.1848—04.11.1861     |
| Ливен Вильгельм Карлович                | барон, генерал-адъютант, генерал от инфантерии                             | 04.11.1861—15.12.1864     |
| Шувалов Пётр Андреевич                  | граф, генерал-лейтенант                                                    | 15.12.1864—18.04.1866     |
| Баранов Эдуард Трофимович               | граф, генерал-адъютант, генерал-лейтенант                                  | 18.04.1866—09.10.1866     |
| Альбединский Пётр Павлович              | генерал-адъютант, генерал-лейтенант                                        | 09.10.1866—22.09.1870     |
| Багратион Пётр Романович                | князь, генерал-лейтенант                                                   | 22.09.1870—18.01.1876     |

### В годы Первой мировой войны

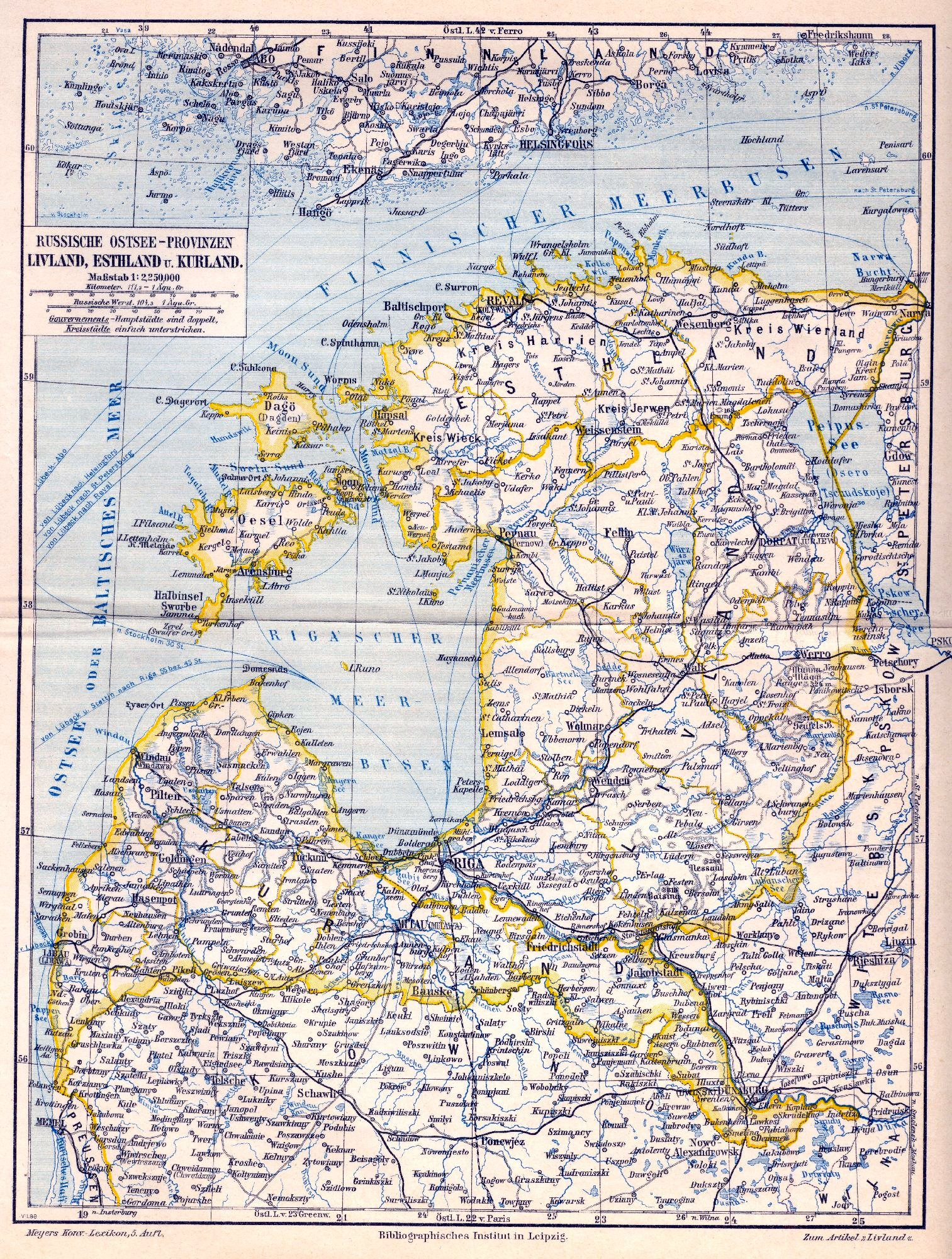
Немецкая карта прибалтийских губерний России. Конец XIX века

К началу Первой мировой войны в составе Прибалтийского края находились три губернии:
- Лифляндская (47027,7 км2; около 1,3 млн чел. на 1897 год);
- Эстляндская (20246,7 км2);
- Курляндская (29715 км2, около 600 тыс. населения).

При этом Виленская и Ковенская губернии не входили в число прибалтийских губерний Российской империи, а являлись частью Северо-Западного края.
30 марта 1917 года Временное правительство России приняло положение «Об автономии Эстляндии», по которому последней отошло 5 из 9 уездов Лифляндии (24178,2 км2, или 51,4 % площади, с 546 тыс. чел., или 42 % населения), и, сверх того, часть Валкского уезда (до раздела: более 6 тыс. км2 с 120,6 тыс. чел.). После этой передачи земель территория Эстляндии выросла в 2,5 раза, составив 44424,9 км2. Хотя новая административная граница между Эстляндской и Лифляндской губерниями при Временном правительстве демаркирована не была, её линия навсегда разделила по линии реки уездный город Валк, причём часть железной дороги Петроград — Рига оказалась заходящей на территорию смежной губернии, практически не обслуживая её саму.
В 1915 году Германия оккупировала основную часть Курляндской губернии, однако Рига, Вольмар, Венден и Двинск оставались под контролем России. 7 марта 1917 года был избран первый состав Совета рабочих депутатов в Риге, а к концу месяца Советы возникли и во всех остальных городах и местечках неоккупированной территории. На всех постах губернских и уездных комиссаров края оказались местные социал-демократы. Таким образом, советская власть в Латвии утвердилась за несколько месяцев до Октябрьской революции; её центральным органом стал созданный 30 июля (12 августа) Исколат (Исполком Совета рабочих, солдатских и безземельных депутатов Латвии). Созданный Временным правительством ещё в марте Лифляндский временный земский совет оказался нежизнеспособен, и в условиях нарастания конфликта с Временным правительством генерал Л. Г. Корнилов предпочёл 21 августа (3 сентября) сдать Ригу без боя немцам, «предпочтя потерю территории потере армии», часть которой он двинул на Петроград.
Решение о вооружённом восстании было принято в Латвии 16 (29) октября — за неделю до Октябрьской революции в Петрограде. К 9 ноября н. ст. латышские стрелки установили контроль в Вендене, через 2 дня — в Вольмаре и 20 ноября — в Валке, откуда 22 ноября была провозглашена советская власть на всей неоккупированной территории Латвии.
29-31 декабря 1917 года по просьбе 2-го съезда Советов рабочих, солдатских и безземельных депутатов (Валмиера) СНК РСФСР удовлетворил просьбу Исполкома Совета Латгалии об отделении латгальских уездов от Витебской губернии и о включении их в состав Латвии.
В ходе мирных переговоров в Брест-Литовске германская армия возобновила наступление, и к февралю 1918 года вся территория Латвии была оккупирована немецкими войсками. После подписания Брестского мира (3 марта 1918 года) сеймы (ландесраты) в Курляндии (8 марта) и Лифляндии (12 апреля) объявили о воссоздании Курляндского и Ливонского герцогств.

### Межвоенный период
По плану немецкого командования их предполагалось объединить в буферное «Великое герцогство Ливонское», соединённое личной унией с прусской короной. Осенью 1918 года германский император признал независимость Балтийского герцогства со столицей в Риге. В октябре 1918 года рейхсканцлер Максимилиан Баденский передал управление Прибалтикой от военных гражданскому правительству. На время отсутствия герцога властные полномочия должен был осуществлять образованный в ноябре регентский совет (4 немца, 3 эстонца, 3 латыша), который возглавил барон Адольф Пилар фон Пильхау.
После поражения Германии (11 ноября 1918 года) немецкие оккупационные войска по указанию Антанты были оставлены в Прибалтике с возложением на них поддержания порядка. В этих условиях через несколько дней, 18 ноября было сформировано правительство и провозглашена независимость Латвии. Выборов и референдумов при этом не производилось. 7 декабря К. Улманис подписал договор с представителем Германии о сформировании совместного Прибалтийского ландесвера, в состав которого вошли как немецкие, так и бывшие русские офицеры, в основном латышского происхождения.

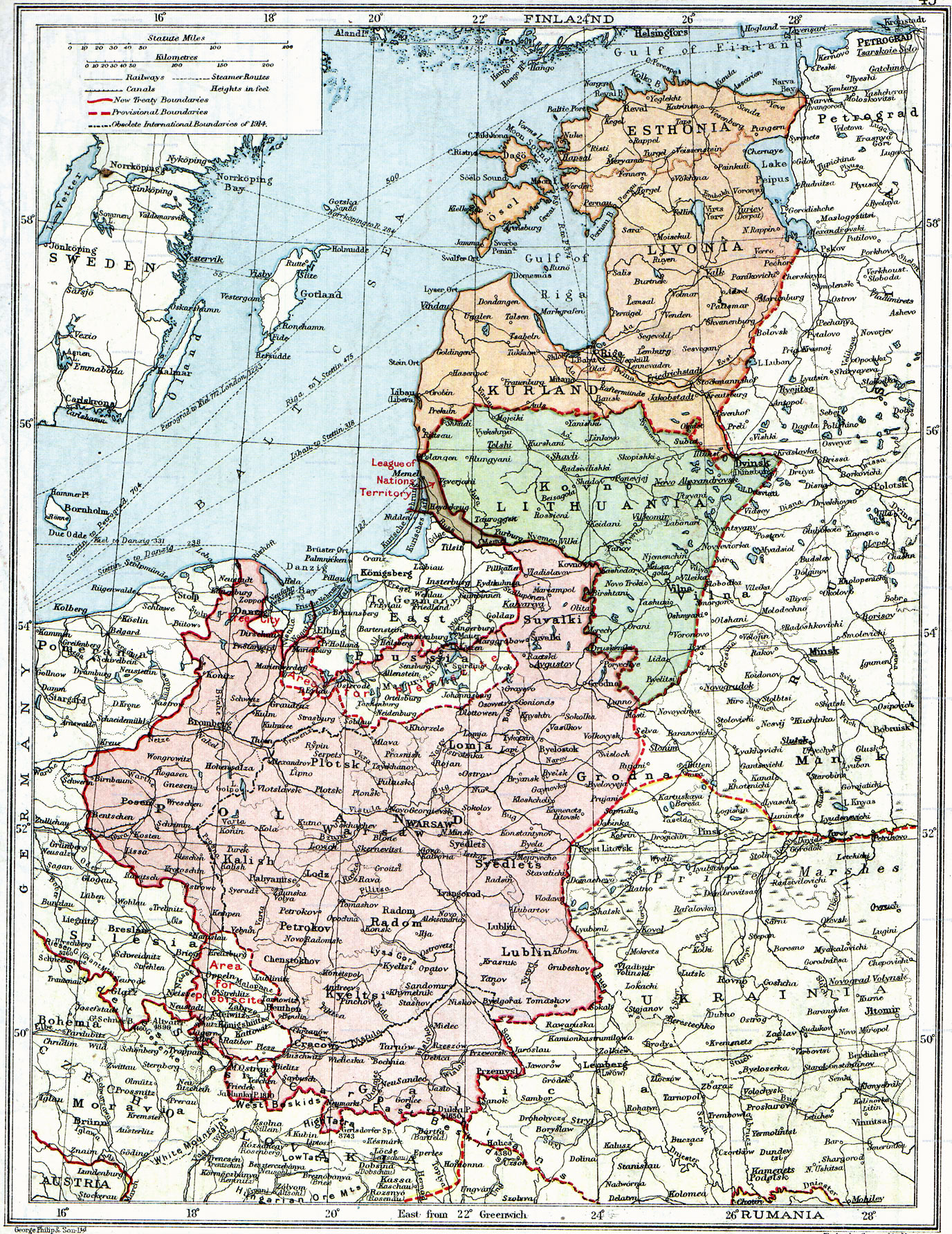
Британская карта Прибалтики и Польши с границами до Рижского мирного договора

К концу 1918 года ранее избранные Советы, оказавшиеся в подполье, создали из состава своих представителей временное советское правительство Латвии. 17 декабря от имени этого правительства (председатель П. И. Стучка) объявлено о создании Советской Латвии, после чего латышские стрелки вновь овладели Валкой, Вольмаром и Венденом. 22 декабря 1918 года СНК РСФСР признал независимость Советской Латвии. 2—3 января 1919 года была установлена советская власть в Риге, и к концу января советская власть была установлена повсюду, кроме Либавы, где стояла английская эскадра.
Получив дополнительное вооружение на сумму свыше 5 млн долл. и 1,3 млн ф. ст., ландесвер и дивизия Гольца перешли в контрнаступление. В феврале они заняли Виндаву и Гольдинген, а к марту — бо́льшую часть Курляндии. С севера при этом наступали эстонские, а с юга — польские войска. 22 мая была взята Рига. Полный контроль над Латвией правительство Улманиса сумело восстановить лишь к январю 1920 года, когда правительство Советской Латвии объявило о самороспуске.
В результате Латвия оказалась в состоянии войны с РСФСР. В целях её прекращения при подписании Рижского договора 11 августа 1920 года РСФСР не востребовала назад территории, ранее переданные ею Советской Латвии (Двинский, Люцинский и Режицкий уезды Витебской губернии), а также согласилась на передачу ей двух волостей Дриссенского уезда Витебской губернии и части Островского уезда Псковской губернии со станцией Пыталово.
В Эстляндии так же, как и в Курляндии, в октябре 1917 года власть перешла в руки Советов. В январе 1918 года опубликован проект конституции, по которому Эстония провозглашалась автономной республикой в составе РСФСР. К концу февраля Эстония была полностью оккупирована германскими войсками. 24 февраля 1918 года Комитет спасения, уполномоченный Земским советом (создан при Временном правительстве), провозгласил независимую Эстонскую республику. После поражения Германии 11 ноября 1918 года при содействии британских спецслужб сформировано проантантовское Временное правительство Эстонии, которое повторно провозгласило создание суверенного Эстонского государства. 29 ноября в Нарве была провозглашена Эстляндская трудовая коммуна. Декретом от 7 декабря 1918 года РСФСР признала Эстляндскую советскую республику.

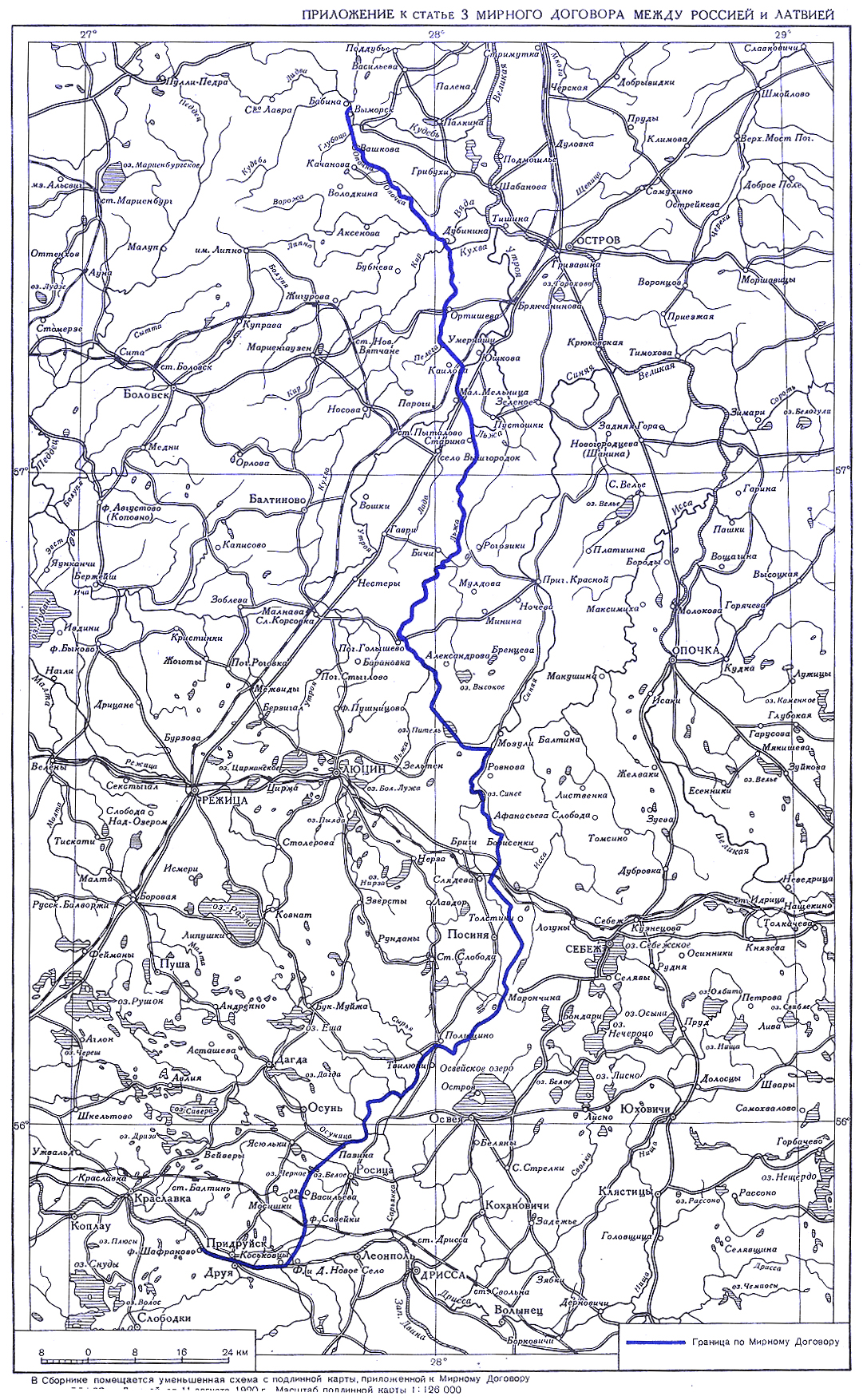
Границы РСФСР и Латвии в 1920 году

Реакция на создание независимых государств на территории прибалтийских губерний России в мире была неоднозначной. После их признания со стороны РСФСР, в августе 1920 года госсекретарь США Б. Колби заявил, что Госдепартамент «продолжает быть настойчивым в своём отказе признавать прибалтийские государства в качестве независимых от России государств», так как

…американское правительство… не считает полезными какие-либо решения, предложенные какой-либо международной конференцией, если они предполагают признание в качестве независимых государств тех или иных группировок, обладающих той или иной степенью контроля над территориями, являвшимися частью Российской империи.
Только в июле 1922 года его преемник Ч. Хьюз заявил: «Соединённые Штаты последовательно настаивали, что расстроенное состояние русских дел не может служить основанием для отчуждения русских территорий, и этот принцип не считается нарушенным из-за признания в данное время правительств Эстонии, Латвии и Литвы, которые были учреждены и поддерживаются коренным населением». Именно так власти США обосновали фактическое признание трёх прибалтийских государств.

### В составе СССР
Присоединение Прибалтики к СССР датируется утверждением VII сессии Верховного Совета СССР решений о принятии в состав Союза Советских Социалистических Республик: Литовской ССР — 3 августа, Латвийской ССР — 5 августа и Эстонской ССР — 6 августа 1940 года, на основании заявлений, ранее поступивших от высших органов власти соответствующих прибалтийских государств.
Это событие принадлежит общему контексту развития международных отношений в Европе на протяжении предшествующих лет, которое, в конечном счёте, привело 1 сентября 1939 года к началу Второй мировой войны.[уточнить] Однако в ретроспективной международно-правовой оценке трёх вышеуказанных двусторонних межгосударственных актов, принятых в августе 1940 года, единого мнения историки и политики не имеют. Современные Эстония, Латвия
и Литва считают действия СССР оккупацией с последующей аннексией.
Официальная позиция МИД России заключается в том, что вхождение Литвы, Латвии и Эстонии в СССР соответствовало всем нормам международного права по состоянию на 1940 год и впоследствии получило официальное международное признание. De facto целостность границ СССР на 22 июня 1941 года была признана государствами-участниками Ялтинской и Потсдамской конференций, а по состоянию на 1975 год европейские границы подтвердил Заключительный акт Совещания по безопасности и сотрудничеству в Европе.
На протяжении почти 50 лет пребывания в СССР прибалтийские республики — Эстонская, Латвийская и Литовская ССР — пользовались теми же правами, что и остальные союзные республики. О восстановлении и развитии их экономики см. Прибалтийский экономический район и отдельные статьи по республикам.
Одним из ближайших последствий перестройки — попыток реформирования политической и экономической системы СССР, начатых М. С. Горбачёвым во второй половине 1980-х годов, — стал распад Союза. 3 июня 1988 года в Литве был основан «Саюдис» — движение, декларировавшее в своих документах «поддержку перестройки», однако негласно поставившее свой целью выход из состава СССР. В ночь на 11 марта 1990 года Верховный Совет Литвы во главе с Витаутасом Ландсбергисом провозгласил независимость Литовской республики.
В Эстонии Народный фронт был образован ещё в апреле 1988 года. Он также декларировал поддержку перестройки и не заявлял о выходе Эстонии из СССР как своей цели, но стал базой для её достижения. 16 ноября 1988 года Верховный Совет Эстонской ССР принял «Декларацию о суверенитете Эстонской ССР». Аналогичную позицию занимал и Народный фронт Латвии, также основанный в 1988 году. О независимости Латвии Верховный Совет Латвийской ССР объявил 4 мая 1990 года.
В последующие годы политические отношения между Российской Федерацией как правопреемником СССР и государствами Балтии развивались неоднозначно. Тем не менее, несмотря на политическую независимость, экономика этих государств продолжает в той или иной степени зависеть от экономического развития региона, в который они были интегрированы на протяжении прошлых двух-трёх столетий. Закрыв многие промышленные производства, ранее ориентированные на обширный советский рынок (электропоезда, радиотехника, микроавтобусы), эти государства не смогли выйти на аналогичные конкурентоспособные позиции на мировом рынке. В начале 2000-х годов весомую долю их доходов продолжал составлять транзит российского экспорта, а также импорта через прибалтийские порты. Так, из 30 млн тонн грузооборота компании Latvijas dzelzceļš за 7 месяцев 2007 года на нефть приходилось 11,1 млн тонн, на уголь — 8,2 млн тонн и на минеральные удобрения — 3,5 млн тонн.

## Экономика региона

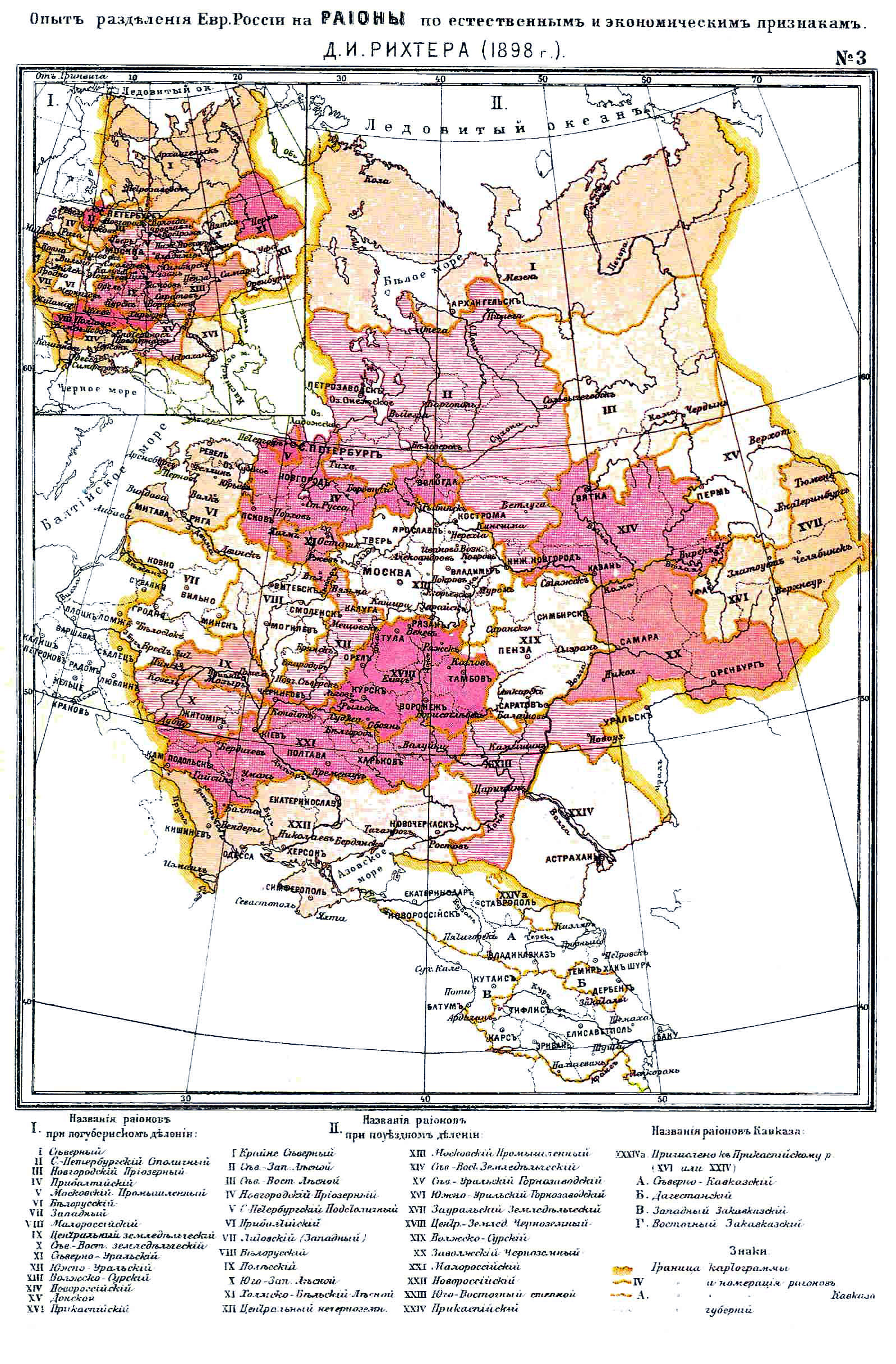
Районирование по Д. И. Рихтеру (1898)

С вхождением в состав России прибалтийские губернии из транспортных посредников между Россией и Европой постепенно превращаются в полноправных участников воспроизводственных процессов в экономике России. Благодаря снятию таможенных барьеров прибалтийские производители, при худших показателях плодородия, урожайности и производительности труда, чем в соседних Польше и Пруссии, стали более конкурентоспособными. Благодаря этому, начиная с XVIII века, в Прибалтике выявилось два основных экономико-географических комплекса, ориентированные на Россию как крупнейший европейский рынок сбыта, источник капиталов, а отчасти квалифицированной рабочей силы для растущего промышленного производства — «остзейский» и «литовско-белорусский».
В 1818 году при экономико-хозяйственном районировании России К. И. Арсеньев в составе её экономических районов выделил два относящихся к Прибалтике «пространства»: «Балтийское» (остзейские губернии) и «Низменное» (в том числе Литва). В 1871 году П. П. Семёнов-Тян-Шанский выделил «Прибалтийскую область» (три остзейские губернии) и «Литовскую область» (губернии Ковенская, Виленская и Гродненская). Позже Д. И. Менделеев выделил «Балтийский край» (три прибалтийские губернии, а также Псковская, Новгородская и Петербургская) и «Северо-Западный край» (Беларусь и Литва).
Различия экономических стереотипов «остзейского» и «литовско-белорусского» регионов Прибалтики сложились исторически. Д. И. Менделеев указывает в этой связи как на общность исторического прошлого Виленской, Витебской, Гродненской, Ковенской, Минской и Могилёвской губерний, так и на тот факт, что в комплексе польско-литовского государства окраинные для него земли, населённые литовцами, не обзавелись портами на Балтийском море, сравнимыми по обороту с Ригой в Курляндии и Ревелем в Эстляндии. Литовская республика, провозглашённая в 1918 году, также не имела собственного порта вплоть до аннексии Мемельского края в 1923 году. Но 16 лет спустя, в 1939 году, нацистская Германия реаннексировала этот край вновь, и только благодаря победе СССР над Германией Литовская ССР получила в 1945 году в свой состав Мемель, переименованный в Клайпеду.
Различия между остзейскими провинциями и Литвой, накопленные за предшествующие столетия, были значительно сглажены в рамках планомерного развития экономики СССР как единого народнохозяйственного комплекса (ЕНХК СССР), в котором Литва, наряду с Латвией, Эстонией, а также Калининградской областью РСФСР рассматривались в контексте единого макрорегиона — Прибалтийского экономического района. Созданные для него преференциальные условия (преимущественные инвестиции, более низкие цены) способствовали тому, что население этого региона было в числе «богатейших» в составе СССР. Так, в 1982 году при среднем размере вклада на душу населения по СССР в 1143 руб. в Латвии этот показатель составлял 1260, в Эстонии 1398, и в Литве — 1820 рублей (максимум среди союзных республик СССР).
Перед выходом из состава Советского Союза в прибалтийских республиках пропагандировались положительные перспективы выхода из состава ЕНХК СССР и переориентации экономики на Евросоюз. «Ещё пребывая в составе СССР, власти Латвии, Литвы и Эстонии поставили политическую задачу разрушить значительную часть экономических взаимосвязей с Россией, сделав акцент лишь на наращивании транзитных потоков и связях в банковской сфере, нередко небезупречных».
Вместе с тем, вместо обещанных[кем?] инвестиций на техническое перевооружение началась полная или частичная ликвидация многих промышленных предприятий (в Латвии — ВЭФ, «Радиотехника», РАФ, Рижский вагоностроительный завод, «Альфа», «Эллар», «Дамбис»; в Эстонии — завод имени Калинина, «Двигатель», «Таллэкс» и др.). По настоянию Евросоюза в Литве была закрыта Игналинская АЭС, обеспечивавшая Литве энергетическую независимость и валютные поступления от экспорта энергии соседям. На первом этапе по темпам роста ВВП Прибалтика даже опережала Западную Европу, на основании чего СМИ стали позиционировать эти страны как «Балтийские тигры». Однако последующий мировой экономический кризис изменил ситуацию, экономический рост сменился падением. К концу 2010 года негативные тенденции были преодолены и экономика вновь начала расти.
В 1998 году административно-территориальные органы Прибалтики, включая Калининградскую область, вошли в состав еврорегиона «Балтика» — одной из региональных организаций по приграничному сотрудничеству, создаваемых в соответствующими с методическими указаниями, разработанными Советом Европы.

## Население
Суммарное население прибалтийских государств (Литвы, Латвии и Эстонии) составляет примерно 6 миллионов жителей. Эта цифра имеет тенденцию к дальнейшему снижению в связи с низкой рождаемостью и миграционным оттоком населения в западные страны ЕС.
Основным населением трёх стран Прибалтики являются эстонцы, латыши и литовцы. Однако, кроме них, некоторые другие народы также составляли и составляют значительную часть населения этих стран и оставили след в их истории.

### Русские
Русские являются крупнейшим национальным меньшинством в Латвии (27,4 % в середине 2011 г.) и Эстонии (25,5 % в начале 2010 г.), в Литве — второе по численности (4,8 % в начале 2010 г.). Суммарное количество русских в Эстонии, Латвии и Литве (около 1 млн) превышает суммарное количество эстонцев (около 900 тыс.).

### Евреи
С приходом крестоносцев в Прибалтику до проживавших там евреев стали докатываться из Европы волны антисемитизма. Так, в 1309 году гроссмейстер Фейхтванген (н.-нем. Sehfridt von Feuchtwangen) предписал:

Ради славы Бога и чести Марии, которым служим, указываем твёрдо выполнять, во-первых: ни еврей, ни чернокнижник, ни колдун [..] да не останется и да не будет потерплен в наших землях; и любой, их укрывающий, да пострадает вместе с ними.Оригинальный текст (нем.)Gott zu Lobe und Marien zu Ehren, deren Diener wir sind, setzen wir und wollen es ernstlich gehalten haben, erstlich, dass kein Jude, kein Schwarzkünstler, kein Zauberer [..] in unseren Landen nicht verhalten, noch geduldet werden sollen, und wer sie verhalten würde, der soll mit ihnen leiden.— Jolowicz, Geschichte Der Juden in Königsberg i. Pr. Posen: Verlag von J. Jolowicz. 1867, S. 1-2 См. также сокращённый английский перевод
К концу XVIII века в Курляндии проживало 9000 евреев. В 1835 году их число выросло до 23 030; в 1850 — 22 743; в 1858 — 25 641; в 1891 — 42 776 человек. К 1914 году евреев насчитывалось 57 200 (или 7,3 % от общего населения 783 100).

### Немцы
С XII века на территории Прибалтики проживали так называемые балтийские, или остзейские, немцы. Они составляли верхние слои общества и оказали значительное влияние на культуру и язык местных жителей, особенно в Эстонии и Латвии. На начало XXI века в странах Прибалтики насчитывалось всего несколько тысяч немцев.

### Поляки
Поляки — крупнейшее этническое меньшинство в Литве и четвёртый по численности этнос в Латвии.

## Вопросы безопасности

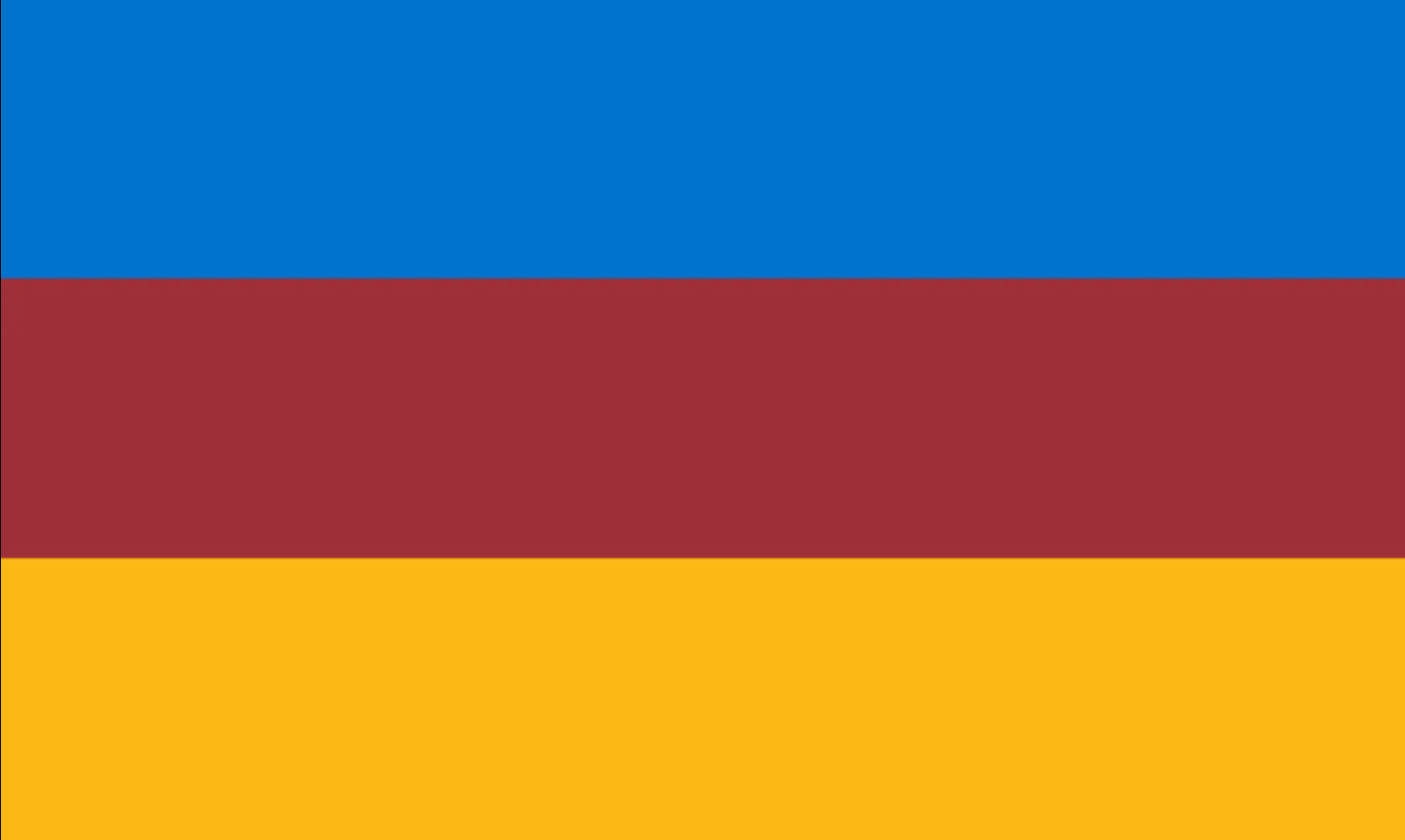
«Балтийский флаг» из цветов национальных флагов Эстонии, Латвии и Литвы. Используется совместными военными формированиями и учебными заведениями стран Балтии

Эксперты отмечают трудности защиты прибалтийских государств, входивших в СССР, от вторжения со стороны России. Единственная сухопутная связь НАТО с этими государствами проходит через так называемый Сувалкский коридор — отрезок польско-литовской границы длиной около 100 км, примыкающий на юге к Беларуси, а на севере к Калининградской области России. По мнению специалистов, такая ситуация позволяет России легко отрезать Прибалтику от союзников по НАТО.